# Liste von Bergen und Erhebungen in Thüringen
Die Liste von Bergen und Erhebungen in Thüringen enthält eine Auswahl zahlreicher Berge, Erhebungen und Bergausläufer im deutschen Bundesland Thüringen mit alphabetisch aufgeführten Gebirgen und Höhenzügen − sortiert nach Höhe in Meter (m) über Normalhöhennull (NHN):
Die höchsten Stellen von Thüringen sind einige Berge im Thüringer Wald (höchster ist der Große Beerberg; 982,9 m). Auch mehrere Berge im Thüringer Schiefergebirge (höchster ist der Große Farmdenkopf; 868,7 m) sind beachtlich hoch und einer der Berge im thüringischen Teil der Rhön, der Ellenbogen, an seiner höchsten Stelle (815,5 m), dem Schnitzersberg, erhebt sich über die 800-m-Höhenlinie.

## Höchste Berge und Erhebungen thüringischer Landschaften
In folgender Tabelle ist der/die jeweils höchste Berg/Erhebung von thüringischen Landschaften aufgeführt:
In der Spalte Landschaft sind großflächige Mittelgebirge fett und Landschaften, die keinen lokalen Höhenschwerpunkt haben oder Talsenken darstellen, deren (inselartige) Erhebungen aber Dominanz aufweisen, kursiv geschrieben. Durch Klick auf das (zumeist) in der Spalte „Bergliste“ stehende Wort „Liste“ gelangt man innerhalb der Liste von Bergen und Erhebungen in Thüringen zu weiteren aufgeführten (thüringischen) Bergen dieser Landschaft oder deren Region. 
Die in der Ausgangsansicht nach Höhe sortierte Tabelle ist durch Klick auf die Symbole bei den Spaltenüberschriften sortierbar.
| Berg, Erhebung                                 | Höhe (m) | Landschaft                    | Berg- liste | Landkreis, kreisfreie Stadt             |
| ---------------------------------------------- | -------- | ----------------------------- | ----------- | --------------------------------------- |
| Großer Beerberg                                | 982,9    | Thüringer Wald                | Liste       | Suhl (kreisfreie Stadt)                 |
| Großer Farmdenkopf                             | 868,7    | Thüringer Schiefergebirge     | Liste       | Sonneberg                               |
| Ellenbogen (813,0 m) (Schnitzersberg: 815,5 m) | 815,5    | Rhön                          | Liste       | Schmalkalden-Meiningen                  |
| Wetzstein                                      | 792,7    | Frankenwald                   | Liste       | Saalfeld-Rudolstadt                     |
| Schneeberg                                     | 692,4    | Kleiner Thüringer Wald        | Liste       | Suhl (kreisfreie Stadt), Hildburghausen |
| Großer Gleichberg                              | 679,0    | Grabfeld                      | Liste       | Hildburghausen                          |
| Pleß                                           | 645,4    | Salzunger Werrabergland       | Liste       | Wartburg                                |
| Großer Ehrenberg                               | 635,5    | Harz                          | Liste       | Nordhausen                              |
| Halskappe                                      | 604,1    | Reinsberge                    | Liste       | Ilm                                     |
| Singener Berg                                  | 582,6    | Ilm-Saale-Platte              | Liste       | Ilm                                     |
| Goburg                                         | 543,4    | Gobert                        | Liste       | Eichsfeld                               |
| Birkenberg                                     | 533,4    | Ohmgebirge                    | Liste       | Eichsfeld                               |
| namenloser Berg                                | 522,3    | Dün                           | Liste       | Kyffhäuser                              |
| Höheberg                                       | 520,6    | Oberes Eichsfeld              | Liste       | Eichsfeld                               |
| Ebanotte                                       | 517,8    | Ohrdrufer Platte              | Liste       | Ilm                                     |
| Walleskuppe                                    | 513,5    | Lange Berge                   | Liste       | Hildburghausen                          |
| Junkerkuppe                                    | 510,7    | Höheberg                      | Liste       | Eichsfeld                               |
| Heldrastein                                    | 503,8    | Ringgau                       | Liste       | Wartburg                                |
| Alter Berg                                     | 493,9    | Hainich                       | Liste       | Wartburg                                |
| Großer Hörselberg                              | 484,0    | Hörselberge                   | Liste       | Wartburg                                |
| Kulm                                           | 481,9    | Saale-Elster-Sandsteinplatte  | Liste       | Saalfeld-Rudolstadt                     |
| Großer Ettersberg                              | 477,8    | Thüringer Becken              | Liste       | Weimar (kreisfreie Stadt)               |
| Kulpenberg                                     | 473,4    | Kyffhäuser                    | Liste       | Kyffhäuser                              |
| Wettenburg                                     | 463,2    | Hainleite                     | Liste       | Kyffhäuser                              |
| Ziegenrück                                     | 460,8    | Bleicheröder Berge            | Liste       | Eichsfeld                               |
| Kessenberg                                     | 435,5    | Unteres Eichsfeld             | Liste       | Eichsfeld                               |
| Wassenberg                                     | 420,8    | Drei Gleichen                 | Liste       | Ilm                                     |
| Abtsberg                                       | 413,0    | Fahner Höhe (Fahnersche Höhe) | Liste       | Gotha                                   |
| namenloser Berg                                | 404,8    | Wöllmisse                     |             |                                         |
| Steinberg                                      | 385,8    | Nordthüringer Hügelland       | Liste       | Eichsfeld                               |
| Künzelsberg                                    | 380,1    | Schmücke                      | Liste       | Sömmerda, Kyffhäuser                    |
| Zimmerberg                                     | 374,4    | Windleite                     | Liste       | Sondershausen, Kyffhäuser               |
| Wetzelshain                                    | 370,1    | Hohe Schrecke                 | Liste       | Kyffhäuser                              |
| Königskopf                                     | 357,7    | Alter Stolberg                | Liste       | Nordhausen                              |
| Erbsland                                       | 353,6    | Finne                         | Liste       | Sömmerda                                |
| Stunzelberg                                    | 347,9    | Steigerwald                   | Liste       | Erfurt (kreisfreie Stadt)               |

## Berge in Gesamt-Thüringen
Name, Höhe, Lage (Landkreis, Landschaft); „???“ steht für noch nicht recherchiert; bitte Zutreffendes einfügen!

### Alter Stolberg
→ siehe unten im Absatz Harz

### Bleicheröder Berge
→ siehe unten im Absatz Ohmgebirge

### Creuzburg–Eisenacher Graben
Alle Berge/Erhebungen liegen im Wartburgkreis:
- Hohleite (385,8 m), Krauthausen
  - Schlierberg (362,6 m) – Nordwestausläufer, Creuzburg
  - Eichelberg (334,9 m) – Südausläufer, Madelungen (b. Eisenach)
- Mihlberg (377,7 m), Creuzburg
- Karlskuppe (377,1 m), Eisenach
  - Stedtfelder Berg (348,3 m) – Nordwestausläufer, Eisenach/Krauthausen
  - Hörschelberg (324,6 m) – äußerster Nordwestausläufer, Krauthausen
- Moseberg (364,3 m; Härtling), Eisenach
- Petersberg (344,2 m), Eisenach
  - Hammelsberg (331,1 m) – Südostausläufer
- Wartenberg (333,2 m), Eisenach

### Drei Gleichen
- Wassenberg (Veste Wachsenburg) (420,8 m), Ilm-Kreis, nördlich Holzhausen
- Schloßleite (400,4 m), Landkreis Gotha, östlich von Mühlberg
- Kaffberg (399,1 m), Landkreis Gotha, zwischen Mühlberg und Wandersleben
- Burg Gleichen (369,6 m), Landkreis Gotha, zwischen Mühlberg und Wandersleben

### Dün
→ Zu diesen und weiteren Bergen/Erhebungen siehe Abschnitt Berge des Artikels Dün
- namenloser Berg (522,3 m), bei Keula (Keulaer Wald), Kyffhäuserkreis
- Hockelrain (515,4 m), bei Kreuzebra, Landkreis Eichsfeld
- Köhlerberg (504,7 m), nördlich von Hüpstedt, Unstrut-Hainich-Kreis
- Schönberg (498,2 m), bei Rehungen, Landkreis Nordhausen
- Heiligenberg (493,6 m), bei Beuren, Landkreis Eichsfeld
- Hellborn (493,2 m), nördlich von Beberstedt, Landkreis Eichsfeld
- Sollstedter Warte (487,1 m), westlich Kleinkeula, Unstrut-Hainich-Kreis
- Kriegsberg (485,2 m), östlich von Rehungen, Landkreis Nordhausen
- Kirchberg (447,0 m), östlich von Kallmerode, Landkreis Eichsfeld
- Feldberg (436,6 m), nördlich von Holzthaleben, Kyffhäuserkreis
- Volkenroder Wald (364,1 m), nordöstlich von Volkenroda, Unstrut-Hainich-Kreis

### Fahner Höhe(Fahnersche Höhe)
Alle Berge/Erhebungen liegen im Landkreis Gotha:
- Abtsberg (413,0 m), südwestlich von Döllstädt
- Bienstädter Berg (384,0 m), nordwestlich von Bienstädt
- Bienstädter Höhe (344,8 m), südlich von Bienstädt
- Ophaler Berg (ca. 330 m), nordöstlich von Töttelstädt, Stadt Erfurt
- Holzberg (ca. 330 m), östlich von Ballstädt
- Kirchberg (275,5 m), südöstlich von Kleinfahner

### Falkener Platte
- Dörnerberg (477,7 m), westlich von Heyerode, Unstrut-Hainich-Kreis
- Lindenhecke (446,3 m), südlich von Schierschwende, im Grenzbereich der Landkreise Unstrut-Hainich und Wartburg
- Dudelberg (435,1 m), westlich von Hallungen, Unstrut-Hainich-Kreis
- Goldberg (379,8 m), östlich von Falken, Wartburgkreis
- Adolfsburg (378,7 m), bei Treffurt, Wartburgkreis
- Sülzenberg (362,0 m), bei Treffurt, Wartburgkreis
- Kahn (321,7 m), bei Falken, Wartburgkreis
- Töpferberg (290,3 m), bei Treffurt, Wartburgkreis

### Finne
→ Zu diesen und weiteren Bergen/Erhebungen siehe Abschnitt Erhebungen des Artikels Finne
Alle Berge/Erhebungen liegen im Landkreis Sömmerda:
- Erbsland (353,6 m), bei Ostramondra
- Schockholzberg (347,4 m), bei Ostramondra
- Maienberg (336,3 m), bei Bachra
- Finnberg (332,4 m), bei Burgwenden
- Fuchslöcherberg (329,3 m), bei Ostramondra
- Katzenberg (321,4 m), bei Ostramondra
- Kreuzberg (319,8 m), bei Bachra
- Mühlberg (310,4 m), bei Rastenberg

### Gleichberge
→ Zu diesen und weiteren Bergen/Erhebungen siehe Abschnitt Bergwelt des Artikels Gleichberge
Alle Berge/Erhebungen liegen bei/nahe Römhild im Landkreis Hildburghausen:
- Großer Gleichberg (679,0 m)
- Kleiner Gleichberg (641,3 m)
- Kuppe (528,9 m)
- Schwanberg (518,5 m)
- Schwabhäuser Berg (511,0 m)
- Rother Kopf (455,8 m)
- Altenburg (435,8 m)
- Hartenburg (404,0 m)
- Eichelberg (381,6 m)

### Gobert
→ Zu diesen und weiteren Bergen/Erhebungen (auch außerhalb Thüringens) siehe Abschnitt Bergliste des Artikels Gobert
Alle Berge/Erhebungen liegen im Landkreis Eichsfeld:
- Goburg (543,4 m), bei Volkerode, nahe der Grenze zu Hessen
- Rachelsberg (523,4 m), nordwestlich von Wiesenfeld
- Uhlenkopf (ca. 520 m), westlich von Volkerode, Grenze zu Hessen
- Hesselkopf (504,4 m), westnordwestlich von Wiesenfeld
- Dietzenröder Stein (496,1 m), südöstlich von Dietzenrode (nördlicher Ausläufer)
- Pfaffschwender Kuppe (493,6 m), südwestlich von Pfaffschwende
- Meinhard (491,3 m), zwischen Neuerode und Kella, Grenze zu Hessen
- Kahlenberg (460,8 m), nordöstlich von Asbach
- Iberg (426,1 m), östlich von Asbach

### Grabfeld
→ Zu diesen und weiteren Bergen/Erhebungen (auch außerhalb Thüringens) siehe Abschnitt Berge und Erhebungen des Artikels Grabfeld
- Die Gleichberge (max. 679 m): siehe hierzu oben im Absatz Gleichberge
- Dietrichsberg (536,1 m), bei Neubrunn, Landkreis Schmalkalden-Meiningen
- Großkopf (535,9 m), bei Westenfeld, Landkreis Hildburghausen
- Heiliger Berg (530,0 m), bei Henneberg, Landkreis Schmalkalden-Meiningen
- Ransberg (514,0 m), bei Bibra, Landkreis Schmalkalden-Meiningen

### Hainich
- Alter Berg (493,9 m), Wartburgkreis, Nationalpark Hainich
- Hohes Rode (493,0 m), Unstrut-Hainich-Kreis
- Craulaer Kreuz (483,2 m), Unstrut-Hainich-Kreis
- namenlos (473,7 m), Unstrut-Hainich-Kreis, Naturpark Eichsfeld-Hainich-Werratal; Sommerstein auf 461,8 m am Südwestsporn
- Löhberg (468,2 m), Unstrut-Hainich-Kreis/Wartburgkreis
- Winterstein (467,6 m), Unstrut-Hainich-Kreis, Naturpark Eichsfeld-Hainich-Werratal
- Otterbühl (465,6 m), Unstrut-Hainich-Kreis
- Semberg (465,1 m), Unstrut-Hainich-Kreis
- Pfaffenkopf (451,7 m), Unstrut-Hainich-Kreis, Naturpark Eichsfeld-Hainich-Werratal (nordwestlicher Ausläufer des Hainich, Oberes Friedatalgebiet)
- Haardt (451,3 m), Unstrut-Hainich-Kreis
- Steiger (448,9 m), Unstrut-Hainich-Kreis
- Totenkopf (444 m), Unstrut-Hainich-Kreis, Nationalpark Hainich
- Rittergasserberg (440,3 m)
- Sengelsberg (434 m), Unstrut-Hainich-Kreis
- Wartenberg (429,9 m)
- Eichenberg (421,5 m), Unstrut-Hainich-Kreis, Naturpark Eichsfeld-Hainich-Werratal / Nationalpark Hainich
- Mittelberg (413,3 m), bei Bischofroda, Wartburgkreis
- Harsberg (409,7 m), bei Mihla, Wartburgkreis, Naturpark Eichsfeld-Hainich-Werratal, Nationalpark Hainich
- Pfarrkopf (399,4 m), bei Wernershausen, Wartburgkreis
- Burgberg (398,0 m)
- Schlossberg Nazza (377,0 m), Wartburgkreis
- Elsberg (360,5 m), bei Hallungen, Unstrut-Hainich-Kreis

### Hainleite
→ Zu diesen und weiteren Bergen/Erhebungen siehe Abschnitt Berge des Artikels Hainleite
- Wettenburg (463,2 m), zwischen Straußberg und Immenrode, Kyffhäuserkreis
- Straußberg (457,3 m), bei Großfurra, Kyffhäuserkreis
- namenloser Berg (452,3 m), bei Großlohra-Friedrichslohra, Landkreis Nordhausen
- Wolfshof (441,6 m), bei Sondershausen, Kyffhäuserkreis
- Possen (431,5 m), Westnordwestausläufer vom Wolfshof
- Löhchen (428,1 m), bei Kleinberndten, Kyffhäuserkreis
- Frauenberg (411,3 m), bei Sondershausen, Kyffhäuserkreis
- Bergsporn der Burg Lohra (ca. 410 m), bei Großlohra, Landkreis Nordhausen
- Kuhberg (405,8 m), bei Seega, aber Gemarkung Oberbösa, Kyffhäuserkreis
- Heidelberg (403,3 m), bei Hachelbich, Kyffhäuserkreis
- namenloser Berg (390,6 m), bei Bilzingsleben-Düppel, Landkreis Sömmerda
- Spatenberg (366,1 m), südlich von Sondershausen, Kyffhäuserkreis
- Pfarrkopf (309,0 m), bei Günserode, Kyffhäuserkreis
- Wächterberg (302,7 m), mit naher Oberer Sachsenburg, bei Oldisleben-Sachsenburg, Kyffhäuserkreis

### Harz
→ Zu diesen und weiteren Bergen/Erhebungen (auch außerhalb Thüringens) siehe Liste von Bergen im Harz
Alle Berge/Erhebungen (inkl. jenen des Alten Stolbergs und der Rüdigsdorfer Schweiz) liegen im Landkreis Nordhausen:
- Großer Ehrenberg (635,5 m), nahe Rothesütte
- Vogelheerd (634,4 m), bei Rothesütte
- Großer Steierberg (619,5 m), bei Rothesütte
- Kleiner Ehrenberg (610,1 m), bei Rothesütte
- Stierberg (602,4 m), nahe Rothesütte
- Poppenberg (600,6 m), nahe Ilfeld
- Birkenkopf (599,8 m), nahe Talsperre Neustadt
- Spitzer Klinz (585,1 m), nahe Rothesütte und Sülzhayn
- Langenberg (ca. 580 m), nahe Sülzhayn, an Grenze zu Niedersachsen
- Dornkopf (579,0 m), nahe Rothesütte
- Krödberg (577,8 m), nahe Sülzhayn
- Zwergsberg (570,7 m), zwischen Netzkater und Rothesütte
- Bettler (568,8 m), nahe Talsperre Neustadt
- Giersberg (567,4 m), zwischen Rothesütte und Netzkater
- Gillenkopf (558,2 m), nahe Birkenmoor
- Solberg (552,9 m), zwischen Rothesütte und Netzkater
- Honigberg (551,8 m), nahe Rothesütte
- Kleiner Steierberg (548,9 m), nahe Rothesütte
- Stehlenberg (548,7 m), nahe Rothesütte und Sülzhayn
- Rabenkopf (547,4 m), zwischen Ilfeld und Netzkater
- Butterberg (539,5 m), zwischen Bahnhof Eisfelder Talmühle und Birkenmoor
- Hagenberg (538,6 m), zwischen Netzkater und Birkenmoor
- Hohenstein (536,3 m), bei Sülzhayn
- Eulenkopf (534,5 m), zwischen Rothesütte und Netzkater
- Mittelberg (533,0 m), nahe Herrmannsacker / Talsperre Neustadt
- Großer Hengstrücken (530,8 m), zwischen Rothesütte und Netzkater
- Heidelberg (527,5 m), an Talsperre Neustadt
- Heiligenberg (524,7 m), bei Sülzhayn
- Sandlünz (516,2 m), bei Netzkater
- Langer Berg (515,9 m), nahe Sülzhayn, an Grenze zu Niedersachsen
- Kleiner Schumannsberg (512,0 m), nahe Haltepunkt Tiefenbachmühle
- Kaulberg (511,7 m), bei Ilfeld
- Sattelkopf (510,4 m), zwischen Rothesütte und Netzkater
- Steierberg (508,9 m), nahe Sülzhayn
- Kesselberg (507,0 m), nahe Sülzhayn
- Großer Schumannsberg (497,2 m), bei Bahnhof Eisfelder Talmühle
- Totenkopf (492,6 m), bei Appenrode
- Netzberg (486,5 m), zwischen Ilfeld und Netzkater
- Schimmelshütchen (475,9 m), nahe Sülzhayn
- Sülzberg (464,8 m), bei Sülzhayn
- Hegersberg (461,6 m), nahe Appenrode
- Ochsenkopf (460,3 m), nahe Netzkater
- Scharfenberg (457,6 m), nahe Sülzhayn
- Silberkopf (441,4 m), bei Ilfeld
- Schloßberg (402,9 m; mit Burgruine Hohnstein), bei Neustadt
- Forstköpfe (402,4 m), bei Werna
- Großer Mittelberg (400,1 m), bei Ellrich
- Müncheberg (392,5 m), bei Appenrode
- Burgberg (Herrmannsacker) (387,5 m; mit Ruine Ebersburg), bei Herrmannsacker
- Zankköpfe (387,1 m), bei Werna
- Großer Dörnsenberg (386,4 m), bei Ellrich
- Heidberg (386,2 m), bei Sülzhayn
- Sackberg (374,4 m), bei Sülzhayn
- Schloßkopf (371,1 m), bei Neustadt
- Mühlberg (363,8 m), nahe Appenrode
- Eichenberg (Herrmannsacker) (363,2 m), bei Herrmannsacker
- Königskopf (Alter Stolberg) (357,7 m), nahe Stempeda, im Alten Stolberg
- Buchholzer Berg (350,0 m), bei Buchholz, in der Rüdigsdorfer Schweiz
- Kleiner Mittelberg (346,2 m), zwischen Ellrich und Sülzhayn
- Kohnstein (334,9 m), zwischen Herreden, Hörningen, Krimderode und Niedersachswerfen
- Reesberg (325,2 m), nahe Urbach, im Alten Stolberg
- Weidenberg (322,9 m), bei Rüdigsdorf, in der Rüdigsdorfer Schweiz
- Sattelköpfe (320,7 m), zwischen Hörningen und Woffleben
- Sandkopf (317,6 m), bei Appenrode
- Harzrigi (Petersdorfer Berg; 316,6 m), bei Petersdorf, in der Rüdigsdorfer Schweiz
- Burgberg (Ilfeld) (312,9 m; mit Ruine Ilburg), bei Ilfeld
- Eichenberg (Petersdorf) (310,7 m), bei Petersdorf, in der Rüdigsdorfer Schweiz
- Kuhberg (302,7 m), bei Rüdigsdorf, in der Rüdigsdorfer Schweiz
- Pfennigsberg (300,3 m), bei Petersdorf, in der Rüdigsdorfer Schweiz
- Bornberg (295,5 m), bei Rüdigsdorf, in der Rüdigsdorfer Schweiz
- Lichte Höhe (295,5 m), bei Rüdigsdorf, in der Rüdigsdorfer Schweiz
- Zinkenberg (290,5 m), zwischen Leimbach und Steigerthal, im Alten Stolberg
- Distelkopf (Schableite; 278,9 m), nahe Urbach, im Alten Stolberg
- Stöckey (277,8 m), bei Krimderode, in der Rüdigsdorfer Schweiz
- Glockenstein (273,2 m), nahe Niedersachswerfen, in der Rüdigsdorfer Schweiz
- Danielskopf (272,6 m), bei Krimderode, in der Rüdigsdorfer Schweiz
- Iberg (ca. 265 m), nahe Herrmannsacker
- Sichelberg (263,0 m), bei Krimderode/Ellersiedlung, in der Rüdigsdorfer Schweiz
- Brommelsberg (256,3 m), bei Nordhausen, in der Rüdigsdorfer Schweiz
- Kirchberg (252,9 m), bei Niedersachswerfen, in der Rüdigsdorfer Schweiz
- Kuhberg (245,4 m), bei Krimderode/Ellersiedlung, in der Rüdigsdorfer Schweiz

zudem mit noch nicht recherchierter Höhe:
- Burgberg (Neustadt) (mit Ruine Heinrichsburg), bei Neustadt

### Höheberg,Neuseesen-Werleshäuser Höhen
→ Zu diesen und weiteren Bergen/Erhebungen (auch außerhalb Thüringens) siehe Abschnitt Berge und Erhebungen des Artikels Höheberg und Berge und Erhebungen des Artikels Neuseesen-Werleshäuser Höhen
- Junkerkuppe (510,7 m), südlich von Bornhagen, Landkreis Eichsfeld, Naturpark Eichsfeld-Hainich-Werratal
- Teufelskanzel (452,2 m), oberhalb von Lindewerra, Landkreis Eichsfeld
- Burg Hanstein (ca. 390 m), äußerster Norden des Höhebergs bei Bornhagen, Landkreis Eichsfeld
- Stürzlieder Berg (342,9 m); Neuseesen-Werleshäuser Höhen nordwestlich Bornhagens, Landkreis Eichsfeld an der Landesgrenze zu Hessen

### Hörselberge
Alle Berge/Erhebungen liegen im Wartburgkreis:
- Großer Hörselberg (484,0 m), bei Sättelstädt
- Herrenberge (452,0 m)
- Kleiner Hörselberg (436,2 m), bei Wutha
- Huhrodt (368,6 m), bei Melborn

### Hohe Schrecke
Alle Berge/Erhebungen liegen im Kyffhäuserkreis:
- Wetzelshain  (370,1 m), zwischen Hauteroda und Garnbach
- Beerberg (362,7 m), zwischen Hauteroda und Langenroda
- Drei-Lindenberg (357,6 m), bei Garnbach
- Buchberg (348,6 m), bei Garnbach
- Mittelberg (337,2 m), bei Garnbach
- Eichleite (328,6 m), zwischen Hauteroda und Donndorf
- Saukopf (326,9 m), zwischen Hauteroda und Donndorf
- Schulzenberg (319,6 m), zwischen Gehofen und Oberheldrungen
- Heidelberg (267,6 m), bei Braunsroda
- Schlachtberg (237,0 m), bei Gehofen
- Leidenberg (186,1 m), zwischen Bretleben und Reinsdorf

### Ilm-Saale-Platte
- Singener Berg (582,6 m), bei Singen (Ilmtal), Ilm-Kreis
- Großer Kalmberg (547,5 m), zwischen Ilmtal und Remda-Teichel, Ilm-Kreis / Landkreis Saalfeld-Rudolstadt
- Döllstedter Berg (526,6 m), östlich von Stadtilm, Ilm-Kreis
- Blassenberg (525,5 m), nördlich von Großkochberg, Landkreis Saalfeld-Rudolstadt
- Kesselberg (522,0 m), nördlich von Bad Blankenburg, Landkreis Saalfeld-Rudolstadt
- Riechheimer Berg (513,2 m), östlich von Riechheim, Grenzbereich der Landkreise Ilm und Weimarer Land
- Willinger Berg (502,1 m), östlich der Reinsberge, bei Oberwillingen
- Kaitsch (Kötsch; 497,3 m), zwischen Bad Berka, Magdala und Blankenhain, Landkreis Weimarer Land
- Schweinskopf (489,7 m), nördlich von Stadtilm, Ilm-Kreis
- Windberg (484,1 m), südlich von Kranichfeld, Landkreis Weimarer Land
- Schweinsberg (483,7 m), nördlich von Stadtilm, Ilm-Kreis
- Kesselberg (470,8 m), nördlich Tiefengruben, Landkreis Weimarer Land
- Kesselberg (462,9 m), nördlich von Keßlar, Landkreis Weimarer Land
- Coppanzer Berg (422,4 m), nördlich von Bucha, Saale-Holzland-Kreis
- Adelsberg (415,8 m), östlich von Bad Berka, Landkreis Weimarer Land
- Zeisigberg (402,0 m), südöstlich von Erfurt
- Windknollen (362,8 m), nordwestlich von Jena
- Silberhügel (262,2 m), östlich von Bad Sulza, Landkreis Weimarer land

### Inselberge
keinem Gebirge zugehörige freistehende Berge:
- Dolmar (739,6 m), Landkreis Schmalkalden-Meiningen, zwischen Thüringer Wald und Rhön
- Herrenberg (545,0 m), zwischen Stadtilm und Paulinzella, Ilm-Kreis
- Straufhain (449,3 m), bei Seidingstadt, Landkreis Hildburghausen
- Veste Heldburg (404,6 m), bei Heldburg, Landkreis Hildburghausen

### (Östliche)Jenaer Scholle
- Wöllmisse (404,8 m), südöstlich von Jena, kreisfreie Stadt Jena / Saale-Holzland-Kreis
  - Jenaer Hausberg (391,7 m), kreisfreies Jena
  - Kernberge (391,6 m), kreisfreies Jena
  - Johannisberg (373,0 m), bei Lobeda, kreisfreies Jena
  - Wölmse (383,1 m), nördlich von Schöngleina, Saale-Holzland-Kreis
- Hufeisen (375,3 m), östlich von Löbstedt, Saale-Holzland-Kreis / kreisfreies Jena
  - Jenzig (385,1 m), kreisfreies Jena
  - Großer Gleisberg (385,1 m), kreisfreies Jena
  - Alter Gleisberg (338,2 m), Zeugenberg südlich von Löberschütz, Saale-Holzland-Kreis
- Tautenburger Wald (360 m), (alle Saale-Holzland-Kreis)
  - Poxdorfer Höhe (356,0 m), nördlich von Poxdorf
  - Pfennigsberg (324,3 m), südlich Frauenprießnitz
  - Hohe Lehde (319,0 m), nördlich von Golmsdorf
  - Hankelsberg (276,9 m), südlich von Steudnitz

### Kyffhäuser
→ Zu Details einiger (thüringischer) Berge siehe Abschnitt Berge und Erhebungen des Artikels Kyffhäuser
Alle Berge/Erhebungen liegen im Kyffhäuserkreis:
- Kulpenberg (473,6 m), Gemarkung Steinthaleben
- Sittendorfer Köpfe (ca. 455 m), Gemarkung Steinthaleben
- Bärenköpfe (ca. 440 m), Gemarkung Steinthaleben
- Kyffhäuserburgberg (ca. 439,7 m), Gemarkung Steinthaleben
- Kautzberge (430,1 m), Gemarkung Steinthaleben
- Gietenkopf (427 m), Gemarkung Bad Frankenhausen
- Altendorfer Klippen (424,1 m), Gemarkung Steinthaleben
- Schneeberge (393,5 m), Gemarkung Bad Frankenhausen
- Solberkopf (ca. 380 m), Ostausläufer des Gietenkopfs
- Saukopf (ca. 380 m), entfernter Ostausläufer des Gietenkopfs
- Wehbank (ca. 375,2 m), Gemarkung Steinthaleben
- Rehkopf (361,3 m), Gemarkung Bad Frankenhausen
- Halber Berg (ca. 360 m), Gemarkung Steinthaleben
- Morgenbrotstein (355,8 m), Gemarkung Bad Frankenhausen
- Tannenberg (351 m)
- Brandberg (ca. 350 m), Nordflanke des Gietenkopfs
- Kelterberg (ca. 350 m), Gemarkung Steinthaleben
- Roter Kopf (ca. 350 m), Gemarkung Steinthaleben
- Berg der Rothenburg (ca. 350 m), Gemarkung Steinthaleben
- Böttcherberg (334,0 m), Gemarkung Bad Frankenhausen
- Großer Herrnkopf (330,6 m), Gemarkung Steinthaleben
- Kirchenratskopf (ca. 330 m), Gemarkung Bad Frankenhausen
- Hüttenberg (ca. 325 m), Ostflanke des Morgenbrotsteins
- Mönchenberg (ca. 320 m), Gemarkung Steinthaleben
- Spionskopf (318,4 m), Gemarkung Steinthaleben
- Kleiner Schweinskopf (317,4 m), Gemarkung Steinthaleben
- Scheitsköpfe (311,4 m), Gemarkung Bad Frankenhausen
- Großer Schweinskopf (303,3 m), Gemarkung Steinthaleben
- Lindenkopf (ca. 290 m), entfernter Nordostausläufer des Gietenkopfs
- Falkenburg (282,7 m), Gemarkung Rottleben
- Kattenburg (ca. 276 m), bei Bad Frankenhausen
- Schlachtberg (271,0 m), Gemarkung Bad Frankenhausen
- Spatenberg (266,1 m), Gemarkung Steinthaleben
- Kippenberg (256,2 m), Gemarkung Steinthaleben
- Kahler Berg (ca. 260 m), Gemarkung Steinthaleben
- Klocksberg (258,2 m), Gemarkung Bad Frankenhausen
- Königsberg (ca. 250 m), Gemarkung Rottleben
- Galgenberg (ca. 240 m), Gemarkung Bad Frankenhausen
- Kosackenberg (222,7 m), Gemarkung Bad Frankenhausen
- Roter Berg (ca. 220 m), Gemarkung Bad Frankenhausen
- Lückenhügel (209,1 m), Gemarkung Bad Frankenhausen

zudem mit noch nicht recherchierter Höhe:
- Breiter Berg
- Kälberköpfe
- Thallebener Berg

### Lange Berge
→ Zu diesen und weiteren Bergen/Erhebungen (auch außerhalb Thüringens) siehe Abschnitt Berge des Artikels Lange Berge
Alle Berge/Erhebungen liegen im Landkreis Hildburghausen:
- Walleskuppe (513,5 m), südlich von Harras
- Hohe Wart (504,8 m), südlich von Haßberg

### Nordthüringer Hügelland(ohne Windleite)
- Steinberg (385,8 m), Landkreis Eichsfeld, westlich von Werningerode (OT von Steinrode), östlicher Ausläufer des Ohmgebirges
- Bauerberg (360,4 m), Grenzbereich Landkreis Eichsfeld/Nordhausen, südlich von Werningerode, östl. Ausläufer des Ohmgebirges
- namenlos (337,0 m), Landkreis Nordhausen, südlich von Elende
- Himbeerberg (328,8), Landkreis Nordhausen, südlich von Trebra, östl. Ausläufer des Ohmgebirges
- Junkerberg (324,0 m), Landkreis Nordhausen, südlich von Mauderode
- Stöckerberg (320 m), Landkreis Nordhausen, westlich von Hörningen
- Galgenberg (311,4 m), Landkreis Nordhausen, nördlich von Elende
- Kummerberg (310 m), Landkreis Nordhausen, nordöstlich von Steinsee
- Kirchberg (307,2 m), Landkreis Nordhausen, südwestlich von Uthleben
- Stäcksberg (303,3 m), Landkreis Nordhausen, westlich von Kehmstedt
- Butterberg (298,8 m), Landkreis Nordhausen, westlich von Werther
- Kreuzberg (296 m), Landkreis Nordhausen, westlich von Klettenberg
- Heidelberg (295,4 m), Landkreis Nordhausen, nördlich von Lipprechterode
- Schernberg (291,7 m), Landkreis Nordhausen, südlich von Großwechsungen
- Erster Berg (289,5 m), Landkreis Nordhausen, östlich von Kehmstedt
- Hinterster Berg (289,2 m), Landkreis Nordhausen, nördlich von Wipperdorf-Pustleben
- Großer Windberg (282,8), Landkreis Nordhausen, nördlich von Bleicherode
- Kalkberg (282 m), Landkreis Nordhausen, südlich von Elende
- Turmberg (281,4 m), Landkreis Nordhausen, westlich von Hain
- Hagenkopf (280,5 m), Landkreis Nordhausen, nordöstlich von Günzerode
- Kirchberg (278,3 m), Landkreis Nordhausen, nördlich von Kehmstedt
- Strutberg (278,2 m), Landkreis Nordhausen, westlich von Großwechsungen
- Sternberg (278 m), Landkreis Nordhausen, südlich von Steinbrücken
- Soldenberg (273,2 m), Landkreis Nordhausen, östlich von Elende
- Herrmannsberg (272,8 m), Landkreis Nordhausen, nördlich von Limlingerode

### Oberes Eichsfeld(ohne Westerwald)
→ Zu diesen und weiteren Bergen/Erhebungen siehe Abschnitt Berge des Artikels Oberes Eichsfeld
- Höheberg (520,8 m), Landkreis Eichsfeld, bei Dieterode
- namenlos (520,2 m), nördlich von Wachstedt im Landkreis Eichsfeld
- Rain (516,7 m), Landkreis Eichsfeld, bei Effelder
- Warteberg (515,9 m), Landkreis Eichsfeld, bei Flinsberg
- Eichstruther Kopf (503,0 m), Landkreis Eichsfeld, Naturpark Eichsfeld-Hainich-Werratal
- Madeberg (499,1 m), nördlich von Küllstedt im Landkreis Eichsfeld
- Rode (498,4 m), Landkreis Eichsfeld, Naturpark Eichsfeld-Hainich-Werratal
- Röhrigsberg (487,0 m), südlich von Thalwenden im Landkreis Eichsfeld
- Uhlenstein (464,7 m), südlich von Großbartloff, Grenzbereich der Landkreise Eichsfeld und Unstrut-Hainich
- Lengenberg (461,6 m), westlich von Lutter, Landkreis Eichsfeld
- Schlegelsberg (461,2 m), nördlich von Faulungen, Unstrut-Hainich-Kreis
- Iberg (453,2 m), Landkreis Eichsfeld, Naturpark Eichsfeld-Hainich-Werratal
- Dünberg (445,4 m), südlich von Lengenfeld unterm Stein, Unstrut-Hainich-Kreis
- namenlos (425,7 m), nördlich von Büttstedt (Waldgebiet der Hollau), Grenzbereich der Landkreise Eichsfeld und Unstrut-Hainich

### Ohmgebirge
- Birkenberg (533,4 m), Landkreis Eichsfeld, nördlich von Kaltohmfeld
- Bornberg (529,7 m), Landkreis Eichsfeld, nördlich von Kirchohmfeld
- Ohmberg (528,7 m), Landkreis Eichsfeld, westlich von Hauröden
- Kälberberg (524,7 m), Landkreis Eichsfeld, südlich von Kaltohmfeld
- Ochsenberg (514,6 m), Landkreis Eichsfeld, westlich von Kaltohmfeld
- Sonder (512,9 m), Landkreis Eichsfeld, südlich von Holungen
- Trogberg (502,9 m), Landkreis Eichsfeld, südöstlich von Wehnde
- Oberberg (496,5 m), Landkreis Eichsfeld, nordwestlich von Worbis
- Schwarzenberg (491,4 m), Landkreis Eichsfeld, südöstlich von Brehme
- Hasenburg (487,4 m), Landkreis Eichsfeld, nördlich von Buhla
- Sonnenstein (485,6 m), Landkreis Eichsfeld, nordwestlich von Holungen
- Mittelberg (475,8 m), Landkreis Eichsfeld, weiter nördlich von Wintzingerode
- Himberg (474,0 m), Landkreis Eichsfeld, westlich von Haynrode
- Mittelberg (465,9 m), Landkreis Eichsfeld, zw. Kaltohmfeld und Breitenworbis
- Fernstein (464,0 m), Landkreis Eichsfeld, östlich von Ferna
- Langenberg (462,6 m), Landkreis Eichsfeld, nördlich von Kirchworbis
- Ziegenrück (460,8 m; in Bleicheröder Bergen), Landkreis Eichsfeld, südlich von Buhla
- Unbenannte Bergkuppe (460,5 m; in Bl. Bergen), Landkreis Eichsfeld, südöstlich von Buhla
- Haferberg (460,7 m), Landkreis Eichsfeld, östlich von Kirchohmfeld
- Krajaer Kopf (459,7 m; in Bl. Bergen), Landkreis Nordhausen, südlich von Kraja
- Krantberg (455,6 m), Landkreis Eichsfeld, nördlich von Holungen
- Haarburg (453,1 m; in Bl. Bergen), Landkreis Eichsfeld, südöstlich von Haynrode
- Hubenberg (453,1 m; in Bl. Bergen), Landkreis Eichsfeld, nördlich von Ascherode
- Mittelberg (449,9 m), Landkreis Eichsfeld, östlich von Kirchohmfeld
- Egelskopf (446,9 m; in Bl. Bergen), Landkreis Nordhausen, nördlich von Wülfingerode
- Gebraer Kopf (446,8 m; in Bl. Bergen), Landkreis Nordhausen, nördlich von Obergebra
- Windolfskopf (441,7 m; in Bl. Bergen), Landkreis Nordhausen, westlich von Bleicherode
- Wehenberg (440,8 m), Landkreis Eichsfeld, nördlich von Holungen
- Kanstein (435,5 m), Landkreis Eichsfeld, nordwestlich von Worbis
- Teichkopf (430,7 m; in Ble. Bergen), Landkreis Nordhausen, nördlich von Sollstedt
- Rottersberg (420,6 m), Landkreis Eichsfeld, nordwestlich von Worbis
- Winkelberg (415,2 m), Landkreis Eichsfeld, östlich von Jützenbach
- Die Hardt (400,9 m), Landkreis Eichsfeld, nördlich von Worbis
- Steinberg (385,8 m), Landkreis Eichsfeld, westlich von Werningerode, Übergang zum Nordthüringer Hügelland
- Buchenberg (383,5 m), Landkreis Eichsfeld, nordöstlich von Brehme
- Bauerberg (360,6 m), Grenzbereich der Landkreise Eichsfeld und Nordhausen, östlich Werningerode, Übergang zum Nordthüringer Hügelland
- Rohrteberg (354,9 m), Landkreis Eichsfeld, südwestlich von Brehme
- Hühnerberg (349,9 m), Landkreis Eichsfeld, südlich von Bischofferode

### Ohrdrufer Platte(ohneReinsberge)
- Ebanotte (517,8 m), Ilm-Kreis, nordöstlich von Gossel
- Namenlos (510,1 m), Ilm-Kreis, westlich von Plaue
- Baumgarten (505,6 m), Grenzbereich Ilm-Kreis und Landkreis Gotha, nordöstlich von Wölfis
- Habichtsleite (499,9 m), Grenzbereich Ilm-Kreis und Landkreis Gotha, südlich von Frankenhain
- Musketierberg (460,6 m), Landkreis Gotha, südlich von Wechmar
- Goldberg (453,8 m), Landkreis Gotha, östlich von Ohrdruf
- Alteburg (442,4 m), Ilm-Kreis, südlich von Arnstadt

### Paulinzellaer Vorland
- Sandberg (477,3 m), südöstlich von Neuroda, Ilm-Kreis
- Wolfsgrube (466,6 m), nördlich von Milbitz, Landkreis Saalfeld-Rudolstadt
- Eichberg (422,4 m), nordöstlich von Rottenbach, Landkreis Saalfeld-Rudolstadt
- Heidenberg (381,1 m), nördlich von Watzdorf, Landkreis Saalfeld-Rudolstadt

Der südlich der Eichenberg-Gotha-Saalfelder Störungszone liegende Zeugenberg Singener Berg (582,6 m) ist noch der benachbarten Ilm-Saale-Platte hinzu zurechnen.

### Reinsberge
Alle Berge/Erhebungen liegen im Ilm-Kreis:
- Heydaer Berg (bis 605,4 m), bei Heyda
  - Halskappe (605,4 m), bei Schmerfeld
  - Viehberg (551,2 m), bei Neusiß
  - Kahler Berg (535,6 m), bei Neusiß
  - Mückenberg (519,5 m), bei Neusiß
  - Strubbelsberg (458,1 m), südlich von Plaue
- Reinsburg (604,0 m), bei Reinsfeld
  - Rabenberg (587,2 m), bei Schmerfeld
  - Rabenberg Süd (584,0 m), bei Schmerfeld
- Haselkoppe (586,0 m), bei Reinsfeld
  - Kleinbreitenbacher Berg (585,6 m), bei Kleinbreitenbach
  - Ilmsenberg (575,4 m), bei Reinsfeld
- Veronikaberg (552,2 m), bei Martinroda
- Gottlobsberg (543,9 m), bei Kettmannshausen
  - Mäuseberg (503,2 m), bei Kettmannshausen
  - Osterberg (413,3 m), bei Behringen
- Mittelberg (540,4 m), bei Kettmannshausen
- Siegelbacher Wasserleite (490,7 m), zwischen Arnstadt und Siegelbach
- Kuhberg (485,4 m), bei Dannheim
- Schlossberg (388,9 m), nördlich der Reinsberge, bei Angelhausen-Oberndorf

### Rhön
→ Zu diesen und weiteren Bergen/Erhebungen (auch außerhalb Thüringens) siehe Liste von Bergen in der Rhön
- Ellenbogen (813,0 m; Schnitzersberg; 815,5 m),  Landkreis Schmalkalden-Meiningen, Lange Rhön
- Gebaberg (750,7 m), Landkreis Schmalkalden-Meiningen, Vordere Rhön
- Sachsenburg (720,9 m), Wartburgkreis, Auersberger Kuppenrhön
- Neidhardskopf (721,2 m), Landkreis Schmalkalden-Meiningen, Vordere Rhön
- Baier (713,9 m), Wartburgkreis, Auersberger Kuppenrhön
- Diesburg (711,8 m), Landkreis Schmalkalden-Meiningen, Vordere Rhön
- Umpfen (700,6 m), Wartburgkreis, Vordere Rhön
- Alte Mark (675,7 m), Landkreis Schmalkalden-Meiningen, Vordere Rhön
- Waltersberg (673,7 m), Wartburgkreis, Auersberger Kuppenrhön
- Gläserberg (670,4 m), Wartburgkreis, Auersberger Kuppenrhön
- Dietrichsberg (668,9 m; Dietrich), Wartburgkreis, Auersberger Kuppenrhön
- Arnsberg (661,4 m), Wartburgkreis, Auersberger Kuppenrhön
- Pleß (645,4 m), Landkreis Schmalkalden-Meiningen, Vordere Rhön
- Hutsberg (639,3 m; Doppelkuppe mit Neuberg), Landkreis Schmalkalden-Meiningen, Vordere Rhön
- Neuberg (638,8 m; Doppelkuppe mit Hutsberg), Landkreis Schmalkalden-Meiningen, Vordere Rhön
- Hohe Löhr (638,1 m), Landkreis Schmalkalden-Meiningen, Vordere Rhön
- Öchsenberg (627,2 m), Wartburgkreis, Auersberger Kuppenrhön
- Emberg (541,9 m), Wartburgkreis, Auersberger Kuppenrhön

### Ringgau
→ Zu diesen und weiteren Bergen/Erhebungen (auch außerhalb Thüringens) siehe Abschnitt Berge und Erhebungen des Artikels Ringgau
- Heldrastein (503,8 m), Wartburgkreis, Naturpark Eichsfeld-Hainich-Werratal
- Stöckigtsberg (450,2 m), bei Scherbda im Wartburgkreis
- Großer Pferdsberg (406,1 m), nordwestlich von Creuzburg
- Entenberg (387,3 m), südwestlich von Creuzburg im Grenzbereich zu Hessen
- Wisch (363,0 m), nördlich von Creuzburg
- Breiter Berg (mit 2 Kuppen), im Wartburgkreis
  - Fischersberg (323,2 m), bei Falken im Wartburgkreis
  - Mönchsberg (318,7 m), bei Frankenroda im Wartburgkreis
- Sandberg (287,5 m), bei Treffurt im Wartburgkreis

### Rüdigsdorfer Schweiz
→ siehe oben im Absatz Harz

### Saale-Elster-Sandsteinplatte
- Kulm (481,9 m), bei Saalfeld/Saale, Landkreis Saalfeld-Rudolstadt
- Johannihut (450,5 m), nördlich von Oberelle
- Kesselberg (Molbitz) (426,3 m), bei Molbitz (Neustadt an der Orla), Saale-Orla-Kreis – mit Bismarckturm
- Scheitberg (425,2 m), südlich von Uhlstedt
- Culmsen (413,2 m), westlich von Orlamünde
- Lichtenberg (400,0 m; mit der Leuchtenburg), bei Seitenroda, Saale-Holzland-Kreis
- Namenlos (396,8 m), westlich von St. Gangloff
- Weißer Berg (375,2 m), bei Albersdorf-Ascherhütte, Saale-Holzland-Kreis
- Dohlenstein (ca. 369 m), bei Kahla, Saale-Holzland-Kreis
- Tümmelsberg (361,5 m), zwischen Kraftsdorf und Rüdersdorf, Kreis Greiz
- Käseberg (360,7 m), zwischen Kraftsdorf und Saara, Kreis Greiz

### Saaleplatte
→ siehe oben im Absatz Ilm-Saale-Platte

### Salzunger Werrabergland
→ Zu diesen und weiteren Bergen/Erhebungen (auch außerhalb Thüringens) siehe Abschnitt Berge des Artikels Salzunger Werrabergland
- Pleß (645,4 m), westlich von Breitungen, Landkreis Schmalkalden-Meiningen
- Stoffelskuppe (Stopfelskuppe; 620,1 m), bei Roßdorf, Landkreis Schmalkalden-Meiningen
- Krücke (603,5 m), bei Oepfershausen, Landkreis Schmalkalden-Meiningen

### Schmücke
- Künzelsberg (380,1 m), zwischen Hauteroda und Beichlingen, Kyffhäuserkreis/Landkreis Sömmerda
- Monraburg (377,0 m), bei Burgwenden, Landkreis Sömmerda
- Wendenburg (353,8 m), bei Burgwenden, Landkreis Sömmerda
- Hundertäcker (351,6 m), zwischen Hauteroda und Beichlingen, Kyffhäuserkreis/Landkreis Sömmerda
- Monnerkopf (310,7 m), zwischen Burgwenden und Hauteroda, Landkreis Sömmerda/Kyffhäuserkreis
- Scharfer Berg (249,5 m), zwischen Gorsleben und Heldrungen, Kyffhäuserkreis
- Eichberg (247,2 m), zwischen Hauteroda und Beichlingen, Kyffhäuserkreis/Landkreis Sömmerda
- Stubenberg (198,0 m), bei Heldrungen, Kyffhäuserkreis

### Steigerwald
- Stunzelberg (348 m), in der kreisfreien Stadt Erfurt
- Weißer Stein (257 m), östlich von Erfurt-Hochheim

### Tannrodaer Waldland
Alle Berge/Erhebungen liegen im Landkreis Weimarer Land
- Vogelherd (428,6 m), nordwestlich von Blankenhain
- Crummenbach (403,0 m), nordwestlich von Tannroda
- Eichleite (389,1 m), östlich von Tannroda
- Harth (365,3 m), südwestlich von Bad Berka

### Thüringer Becken
- Großer Ettersberg (481,6 m), kreisfreie Stadt Weimar
- Lehdenberg (367,6 m), Grenzbereich Landkreise Unstrut-Hainich und Kyffhäuser, östlich von Marolterode (Heilinger Höhen)
- Große Harth (367,3 m), Grenzbereich der Landkreise Unstrut-Hainich und Wartburg, nördlich von Reichenbach (Südostausläufer des Hainich)
- Alacher Höhe (328,8 m), westlich im Stadtgebiet von Erfurt
- Schmiraer Höhe (311,6 m), Frienstedt, westlich von Erfurt
  - Katzenberg (307 m), südlich der Schmiraer Höhe
  - Langer Berg (289 m), Schmira
  - Kalkhügel (282 m), Bischleben
  - Augustaburg, (266,9 m), Stedten an der Gera
- Zettelberg (303,8 m), Ilm-Kreis, westlich von Rehestädt
- Kalte Else (283,5 m), Unstrut-Hainichkreis, westlich von Sundhausen
- Buttelstedter Sattel (280,7 m), Landkreis Weimarer Land, südlich Oberreißen
- Großer Warthügel (253,5 m), Grenzbereich Landkreise Sömmerda und Weimarer Land, nordwestlich von Vippachedelhausen
- Roter Berg (233,8 m), nördlich im Stadtgebiet von Erfurt
- Galgenberg (206,8 m), westlich von Sömmerda

### Thüringisch-Fränkisches Mittelgebirge
→ Zu den Bergen des Kleinen Thüringer Waldes siehe unten in Absatz Südthüringer Buntsandstein-Waldland
‣ Nebengipfel sind unter dem Hauptgipfel eingerückt und markante und wichtige eingefettet.
‣ Abkürzungen:
| A = Aussichtsberg N = Nordosthang | R = Rennsteignähe S = Südwesthang |

#### Thüringer Wald
- Großer Beerberg (982,9 m) (R/S), Kreisfreie Stadt Suhl
  - Wildekopf (943,2 m), Kreisfreie Stadt Suhl
  - Sommerbachskopf (941,5 m) (A), Landkreis Schmalkalden-Meiningen
  - Unterer Beerberg (890,5 m) (A), Kreisfreie Stadt Suhl
  - Farmenfleck (890 m) (A), Landkreis Schmalkalden-Meiningen
- Schneekopf (978 m) (A/R), Kreisfreie Stadt Suhl
  - Teufelskreise (967 m) (A), Kreisfreie Stadt Suhl
  - Fichtenkopf (944 m) (A), Kreisfreie Stadt Suhl
  - Sachsenstein (915 m) (A), Kreisfreie Stadt Suhl
  - Brand (885 m) (A), bei Gehlberg, Kreisfreie Stadt Suhl
  - Goldlauterberg (874 m) (A), Kreisfreie Stadt Suhl
- Großer Finsterberg (944 m) (A/R), Kreisfreie Stadt Suhl
  - Finsterberger Köpfchen (Kleiner Finsterberg; 875 m) (A), Kreisfreie Stadt Suhl
- Großer Inselsberg (916,5 m) (A/N/R/S), Landkreise Schmalkalden-Meiningen / Gotha
  - Oberer Beerberg (831 m) (A/R), Brotterode, Landkreis Schmalkalden-Meiningen
  - Kleiner Inselsberg (727 m) (A/R), Landkreise Schmalkalden-Meiningen / Gotha
  - Kleiner Inselsberg (706 m) (A), Landkreis Gotha
- Großer Eisenberg (907 m) (R), Kreisfreie Stadt Suhl
- Schützenberg (904 m) (R), Landkreis Schmalkalden-Meiningen
- Greifenberg (901 m) (R), Landkreis Schmalkalden-Meiningen
  - Brand (901 m) (A), Landkreis Schmalkalden-Meiningen
  - Finsterbachkopf (898 m) (A), Landkreis Schmalkalden-Meiningen
  - Donnershauk (893 m) (A), Landkreis Schmalkalden-Meiningen
  - Hohe Möst (888 m) (A), Landkreis Schmalkalden-Meiningen
  - Jägerhausberg (874 m) (A), Landkreis Schmalkalden-Meiningen
  - Saukopf (869,2 m) (A), Landkreis Gotha
  - Hoher Stein (860 m) (A), Landkreis Schmalkalden-Meiningen
  - Hoher Schorn (854 m) (A), Landkreise Schmalkalden-Meiningen/Gotha
- Gebrannter Stein (897 m), Landkreis Schmalkalden-Meiningen
- Schmalkalder Loibe (886 m), Landkreise Schmalkalden-Meiningen/Gotha
  - Sperrhügel (882 m) (A), Landkreise Schmalkalden-Meiningen/Gotha
  - namenlos (862 m) (A/S), Landkreise Schmalkalden-Meiningen/Gotha
  - Oberlautenberg (854 m) (A), Landkreise Schmalkalden-Meiningen/Gotha
  - Roßkopf (851 m) (A), Landkreis Gotha
- Neuhäuser Hügel (891 m), Landkreis Hildburghausen
  - Schüßlers Höhe (859 m) (A), Landkreis Hildburghausen
  - Adlersberg (849,9 m) (A/S), Landkreis Hildburghausen
  - Großer Erleshügel (839 m) (A), Kreisfreie Stadt Suhl
  - Beerberg (808 m) (A), Kreisfreie Stadt Suhl
  - Döllberg (760 m) (A), Kreisfreie Stadt Suhl
  - Ringberg (746 m) (A), Kreisfreie Stadt Suhl
- Spitzer Berg (881,5 m) (A), Landkreis Schmalkalden-Meiningen
- Brandleite (879 m), Landkreis Schmalkalden-Meiningen
  - Pfanntalskopf (868 m), Landkreis Schmalkalden-Meiningen
- Dörrberg (871 m), Landkreis Schmalkalden-Meiningen
- Großer Hermannsberg (867 m) (A/S), Landkreis Schmalkalden-Meiningen
- Ruppberg (866 m) (A/S), Landkreis Schmalkalden-Meiningen
- Kickelhahn (861 m) (A/N), bei Ilmenau, Ilm-Kreis
- Reischelberg (821 m), Ilm-Kreis
  - Hohe Schlaufe (735 m) (A), bei Ilmenau, Ilm-Kreis
- Morast am Großen Dreiherrenstein (R), bei Neustadt, Ilm-Kreis
- Mittlerer Höhenberg (836,0 m) (mit Bergsee Ebertswiese), Floh-Seligenthal, Landkreis Schmalkalden-Meiningen
- Kalte Haide (831,2 m) (R), bei Brotterode, Landkreis Schmalkalden-Meiningen
- Großer Helmsberg (828 m), bei Stützerbach, Ilm-Kreis
- Schlossbergkopf (827 m), bei Oberhof, Landkreis Schmalkalden-Meiningen
- Großer Hundskopf (824 m) (A/R), bei Allzunah, Ilm-Kreis
  - Schmiedswiesenkopf (784 m) (A), Ilm-Kreis / Landkreis Hildburghausen
  - Kalter Staudenkopf (768 m) (A/S), Landkreis Hildburghausen
  - Großer Riesenhaupt (764 m) (A), bei Frauenwald, Ilm-Kreis
- Fürstenberg (818 m) (R), zwischen Gehren und Neustadt, Ilm-Kreis
- Großer Burgberg (817 m) (R), bei Neustadt, Landkreis Hildburghausen
  - Kleiner Burgberg (759 m), Landkreis Hildburghausen
- Edelmannskopf (816 m) (R), bei Neustadt, Ilm-Kreis
- Eckardtskopf (815 m), bei Oberhof, Ilm-Kreis
- Hohe Scharte (813,5 m), bei Brotterode und Kleinschmalkalden, Landkreis Schmalkalden-Meiningen
- Großer Buchenberg (812,7 m), Landkreis Gotha
- Haube (811 m) (A/N), bei Altenfeld, Ilm-Kreis
- Trockenberg (807,4 m) (R), bei Brotterode und Bad Tabarz
- Großer Jagdberg (806,0 m) (R), bei Brotterode und Bad Tabarz
- Hohe Tanne (805 m), bei Ilmenau, Ilm-Kreis
- Pferdeberg (Thüringer Wald) (805 m), bei Oehrenstock, Ilm-Kreis
- Seimberg (803 m), Brotterode, Landkreis Schmalkalden-Meiningen
- Rumpelsberg (799 m), bei Elgersburg, Ilm-Kreis
- Kohlhieb (790 m) (A/N), bei Altenfeld, Ilm-Kreis
- Leimbühl (Thüringer Wald) (784 m), zwischen Gehlberg und Manebach, Kreisfreie Stadt Suhl, Ilm-Kreis
- Kienberg (774 m), bei Oehrenstock, Ilm-Kreis
- Hirschkopf (771,8 m), bei Manebach, Ilm-Kreis
- Gabelbachskopf (772 m), bei Gehlberg, Kreisfreie Stadt Suhl
- Silberberg bei Möhrenbach, Ilm-Kreis
- Schmalegrundskopf (ca. 770 m), bei der Talsperre Schönbrunn, Landkreis Hildburghausen
- Hohe Warte (765 m), Ilm-Kreis
- Schwarzer Kopf (751 m) (A), Kreisfreie Stadt Suhl
- Lindenberg (749 m) (A/N), Ilm-Kreis
  - Floßberg (638 m) (A), grenzt an das Stadtgebiet Ilmenaus, Ilm-Kreis
- Hohe Buche (749 m) Ilm-Kreis / Landkreis Hildburghausen
  - Volkmarskopf (726 m) (A), Ilm-Kreis
  - Silbacher Kuppe (627 m) (A/S), Landkreis Hildburghausen
- Spießberg (748,8 m) (R), bei Friedrichroda und Kleinschmalkalden, Landkreis Schmalkalden-Meiningen
- Lauersberg (747 m), bei Stützerbach, Ilm-Kreis
- Großer Weißenberg (746,7 m), Landkreise Schmalkalden-Meiningen/Gotha
- Truckentanner Kopf (743 m), bei Schleusegrund-Gießübel, Landkreis Hildburghausen, Thüringer Schiefergebirge/Thüringer Wald
  - Hohenofenkopf (736 m), Landkreis Hildburghausen
  - Kleiner Gabelskopf (723 m), Landkreis Hildburghausen
- Zigeunerkopf (738,5 m), Landkreis Schmalkalden-Meiningen
- Rotkopf (Thüringer Wald) (737 m), Ilm-Kreis
- Rennwegskopf (729,6 m), Wartburgkreis/Landkreis Schmalkalden-Meiningen
  - Questenstein (724,4 m), Wartburgkreis
  - Judenkopf (712,0 m), Wartburgkreis/Landkreis Schmalkalden-Meiningen
  - Laudenberg (679,3 m), Landkreis Schmalkalden-Meiningen
- Gerberstein (728,5 m) (A/R), bei Ruhla und Steinbach
- Mommelstein (727,3 m), bei Brotterode und Trusetal, Landkreis Schmalkalden-Meiningen
- Birkenheide (717,3 m), Wartburgkreis
- Gehege (715,1 m), Landkreis Schmalkalden-Meiningen
- Unterer Beerberg (710,4 m), Landkreis Schmalkalden-Meiningen
- Haderholzstein (708,6 m), bei Kleinschmalkalden und Seligenthal, Landkreis Schmalkalden-Meiningen
- Brunnenhügel (704 m), Landkreis Hildburghausen
- Glöckner (702,5 m) (R), bei Ruhla, Wartburgkreis
- Hangeberg (702 m), bei Ilmenau, Ilm-Kreis
- Mönchstein (701,3 m), bei Schnellbach, Landkreis Schmalkalden-Meiningen
- Breitenberg (698 m), Wartburgkreis
- Bommelhauck (684,7 m), Wartburgkreis
- Arnsberg (684,5 m), bei Steinbach-Hallenberg, Landkreis Schmalkalden-Meiningen
- Schlossberg (682 m), in Stützerbach, Ilm-Kreis
- Domberg (674,8 m) (A), Kreisfreie Stadt Suhl
- Windsberg (670,6 m) (R), bei Schweina, Wartburgkreis
- Hohe Heide (661 m), bei Winterstein, Landkreis Gotha
- Großer Gieselsberg (657,6 m), bei Seligenthal und Trusetal, Landkreis Schmalkalden-Meiningen
- Arlesberg (650 m), Ilm-Kreis
- Kissel (648 m), Wartburgkreis
- Arnsberg (647,7 m), bei Schweina (Bad Liebenstein), Wartburgkreis
- Ringberg (639 m), Wartburgkreis
- Weißer Stein (625,4 m), Wartburgkreis

- Großer Tragberg (588,2 m), Langewiesen
  - Tragberg (533,9 m), Grenzhammer
- Wartberge (554 m), Wartburgkreis
- Milmesberg (461,2 m) (A), Wartburgkreis
- Queste (425 m), Schmalkalden, Landkreis Schmalkalden-Meiningen
- Stechberg (342 m), Wartburgkreis
- Göringer Stein (317 m), Wartburgkreis

##### Nördliches Vorland
Alle Berge/Erhebungen liegen im Ilm-Kreis:
- Pörlitzer Höhe (589 m), bei Ilmenau
- Henneberger Leite (560 m), bei Ilmenau-Roda
- Hirtenberg (549 m), bei Elgersburg
- Weißer Stein (532 m), bei Angelroda
- Hufeisen (528,3 m), östlich von Gräfinau-Angstedt
- Ehrenberg (528 m), in Ilmenau
- Wolfsberg (527 m), bei Ilmenau
- Gräfenrodaer Berg (508 m), zwischen Gräfenroda und Geschwenda
- Wümberg (504 m), bei Wümbach, Ilm-Kreis
- Brandberg (498 m), bei Gräfinau-Angstedt
- Geschwendaer Berg (496 m), zwischen Geraberg und Geschwenda

##### Südthüringer Buntsandstein-Waldland
- Schneeberg (692 m), nördlich von Grub-Eichenberg, kreisfreies Suhl/Landkreis Hildburghausen,
  - Kesselberg (644 m), nördlich von Grub, Landkreis Hildburghausen
  - Galgenberg (631,5 m), westlich vom Kesselberg, Landkreis Hildburghausen
  - Eichenberg (613 m), nördlich von Oberstadt, Landkreis Hildburghausen
  - Questenberg (540 m), bei Oberstadt, Landkreis Hildburghausen
  - Sandberg (533 m), Tachbachstal bei Grub, Landkreis Hildburghausen
  - Feldstein (529 m), bei Lengfeld, Landkreis Hildburghausen
  - Höhn (521 m), bei Eichenberg, Landkreis Hildburghausen
  - Wiesenberg (518 m), bei Bischofrod, Landkreis Hildburghausen
  - Steinbühl (512 m), Tachbachtal bei Grub, Landkreis Hildburghausen
  - Hofberg (511 m), bei Eichenberg südlich vom Höhn, Landkreis Hildburghausen
  - Großer Eller (473 m), Tachbachtal, Landkreis Hildburghausen
  - Torwiesenberg (471 m), Tachbachtal bei Grub, Landkreis Hildburghausen
  - Täublesberg (466 m), Tachbachtal südlich Torwiesenberg, Landkreis Hildburghausen
  - Windberg (443,5 m), Tachbachsmühle bei Themar, Landkreis Hildburghausen
  - Burgberg (427 m), Tachbachtal bei Tachbach, Landkreis Hildburghausen
- Schöner Platz (671 m), westlich von Altendambach, kreisfreies Suhl/Landkreis Hildburghausen
  - Sommerberg (656 m), Langer Grund, kreisfreies Suhl
  - Steinige Bössel (637 m), nahe Friedberg, kreisfreies Suhl/Landkreis Hildburghausen
  - Schleusinger Berg (631 m), südlich Schöner Platz, Landkreis Hildburghausen
- Ehrenberg (658 m), südlich von Mäbendorf, kreisfreies Suhl
  - Kirchberg (652 m), südwestlich vom Ehrenberg, kreisfreies Suhl
  - Auberg (608,5 m), nordwestlich vom Ehrenberg, kreisfreies Suhl
  - Dorntalskopf (578 m), Dreisbachtal, kreisfreies Suhl
- Steinsburg (641 m), nahe Suhler Neundorf, kreisfreies Suhl
  - Haardt (556 m), Heinrichs, kreisfreies Suhl
  - Diestel (552 m), Dreisbachtal nahe Heinrichs, kreisfreies Suhl
- Donnersberg (625 m), östlich von Keulrod, Landkreis Hildburghausen
  - Silbachskopf (590 m), Sibachtal nahe St. Kilian, Landkreis Hildburghausen
  - Erlauer Berg (587 m), Altendambach, Landkreis Hildburghausen
  - Heerlesberg (587 m), Weißbachtal bei Keulrod, Landkreis Hildburghausen
  - Reuterköpfe (583,5 m), Fischbachtal nahe St. Kilian, Landkreis Hildburghausen
  - Kohlberg (565 m), Erletal bei St. Kilian, Landkreis Hildburghausen
- Solaberg (577 m), bei Poppenwind, Landkreis Hildburghausen
  - Ahornsberg (532 m), Brattendorf, Landkreis Hildburghausen
  - Schleusenberg (530,5 m), Elsterbachtal bei Wiedersbach Landkreis Hildburghausen
  - Süßberg (518 m), südlich vom Ahornsberg bei Brattendorf, Landkreis Hildburghausen
  - Neuhöhe (458 m), bei Brünn, Landkreis Hildburghausen
- Beerhügel (575 m), zwischen Hildburghausen und Schleusingen bei Gerhardtsgereuth, Landkreis Hildburghausen
  - Schleusinger Höhe (561 m), westlich vom Beerhügel am Speicher Dambachtal, Landkreis Hildburghausen
  - Mittelberg (563 m), Dambachtal bei Neuendambach, Landkreis Hildburghausen
  - Hohe Stieg (526 m), Gottfriedsberg, Landkreis Hildburghausen
  - Schwarzebusch (524 m), Dambachgrund, Landkreis Hildburghausen
  - Kapellenberg (492 m), Schleusetal bei Ehrenberg, Landkreis Hildburghausen
  - Eichschrot (491 m), Brunnengrund bei Geisenhöhn, Landkreis Hildburghausen
  - Schildberg (487 m), nördlich vom Mittelberg nahe Rückhaltebecken Ratscher, Landkreis Hildburghausen
- Heckenbühl (565 m), nahe Bürden, Landkreis Hildburghausen
  - Mittelberg (552 m), Dambachtal östlich von Gerhardtsgereuth, Landkreis Hildburghausen
  - Hohe Tannwand (546 m), am Hildburghäuser Stadtwald bei Hildburghausen, Landkreis Hildburghausen
  - Ritterberg (534 m), westlich vom Heckenbühl, Landkreis Hildburghausen
  - Grauberg (531 m), Gerhardtsgereuth, Landkreis Hildburghausen
  - Mittelberg (514 m), Dambachtal südlich von Gerhardtsgereuth, Landkreis Hildburghausen
  - Brunnenberg (458 m), Bürden, Landkreis Hildburghausen
- Neuer Berg (534 m), Gethles, Landkreis Hildburghausen
  - Ahlstädter Berg (495 m), Fischbachtal bei Fischbach, Landkreis Hildburghausen
  - Hoher Berg (494 m), Gethles, Landkreis Hildburghausen
  - Haardt (472 m), Schleusetal bei Schleusingen, Landkreis Hildburghausen
- Silbachshöhe (531 m), nahe Haselbachtal, Landkreis Schmalkalden-Meiningen/kreisfreies Suhl
  - Windberg (530 m), Springtal bei Schmeheim, Landkreis Hildburghausen
  - Buchberg (494 m), Haselbachtal bei Wichtshausen, kreisfreies Suhl
  - Knollenberg (448 m), Haselltal bei Dillstädt, Landkreis Schmalkalden-Meiningen
- Neuhofer Berg (524 m), Neuhof, Landkreis Hildburghausen
  - Burgberg (506 m), Weißbachtal bei Bischofrod, Landkreis Hildburghausen
  - Katzenberg (503 m), Weißbachtal bei Lengfeld, Landkreis Hildburghausen
  - Steinberg (495 m), Sandbachtal bei Ahlstädt, Landkreis Hildburghausen
  - Apfelberg (428 m), Schleusetal bei Kloster Veßra, Landkreis Hildburghausen
- Kuhberg (500 m), Gethles, Landkreis Hildburghausen
  - Rappelsdorfer Kuppe (486 m), Schleusetal bei Rappelsdorf, Landkreis Hildburghausen
  - Schmidtsrod (455 m), Schleusetal bei Zollbrück, Landkreis Hildburghausen
  - Hohescheid (452 m), östlich vom Schmidtsrod, Landkreis Hildburghausen

#### Thüringisch-Fränkisches Schiefergebirge

##### Hohes Thüringer SchiefergebirgeundSchwarza-Sormitz-Gebiet
- Großer Farmdenkopf (868,7 m), (A/N), beim Pumpspeicherwerk Goldisthal, Landkreis Sonneberg
  - Wurzelberg (843 m), nahe Speicherbecken (N), Landkreis Sonneberg
  - Rotseifenberg (837 m), bei Goldisthal (N), Landkreis Sonneberg
  - Jagdschirm (813 m), Wulstbachtal bei Katzhütte, (A/N), Landkreise Sonneberg/Saalfeld-Rudolstadt
  - Löschleitenberg (801 m), Scheibe-Alsbach, (N), Landkreis Sonneberg
  - Pechseifenberg (794 m), bei Talsperre Goldisthal, (N), Landkreis Sonneberg
  - Rapisseifenkopf (761 m), nahe Goldisthal, (N), Landkreis Sonneberg
  - Ronnseifenberg (761 m), Goldisthal, (N), Landkreis Sonneberg
  - Görbitztiegelsberg (758 m), bei Talsperre Goldisthal, (N), Landkreis Sonneberg
  - Jungfernbornkopf (757,5 m), nahe Speicherbecken, (N), Landkreis Sonneberg
  - Lindigkopf (739 m), Forsthaus untere Wulst, (N), Landkreis Saalfeld-Rudolstadt
  - Scheibenberg (735 m) Jungfraubachtal (N), Landkreis Saalfeld-Rudolstadt
  - Brandberg (676 m), bei Talsperre Goldisthal, (N), Landkreis Sonneberg
- Kieferle (867,2 m), Steinheid, (S), Landkreis Sonneberg
  - Rittersberg (837 m), Steinheid, (S), Landkreis Sonneberg
  - Brandkuppe (764 m), Neumannsgrund, (S), Landkreis Sonneberg
- Bleßberg (866,9 m), bei Sachsenbrunn, (A/S), Landkreise Hildburghausen/Sonneberg
  - Dürre Fichte (860,7 m), bei Siegmundsburg, (A/S), Landkreis Sonneberg
  - Pechleite (839 m), bei Friedrichshöhe, (R/A), Landkreis Hildburghausen
  - Schmiede (832 m), Saartal, (S), Landkreis Sonneberg
  - Hühnerberg (824 m), Friedrichshöhe, (R), Landkreis Sonneberg
  - Rattelsberg (824 m), Siegmundsburg, (R/S), Landkreis Sonneberg
  - Rüttelsberg (822 m), Saartal, (S), Landkreis Hildburghausen
  - Schweinsberg (816 m), Friedrichshöhe, (R), Landkreis Hildburghausen
  - Saarberg (802 m), Friedrichshöhe, (R/A), Landkreis Hildburghausen
  - Heuberg (792 m), Saartal, (S), Landkreis Hildburghausen
  - Oberer Alsbachberg, Scheibe-Alsbach (786 m) (N), Landkreis Sonneberg
  - Steger (784 m), Theuern, (S), Landkreis Sonneberg
  - Unterer Alsbachberg, Scheibe-Alsbach (783 m) (N), Landkreis Sonneberg
  - Großer Langebachsberg, bei Talsperre Goldisthal (783 m) (N), Landkreis Sonneberg
  - Blößberg (782 m), Neumannsgrund, (S), Landkreis Sonneberg
  - Steinberg (755 m), Saargrund, (S), Landkreis Hildburghausen
- Eisenberg (852,5 m), Steinachgrund, (S/R), Landkreis Sonneberg
  - Rollkopf (849 m), nahe Talsperre Scheibe-Alsbach, (N/R), Landkreis Sonneberg
  - Bärenbachsberg (846 m), Hölletal, (N), Landkreis Sonneberg
  - Bornhügel (846 m), Neuhaus am Rennweg, (R/A), Landkreis Sonneberg
  - Habichtsberg (838 m), nahe Talsperre Scheibe-Alsbach, (N), Landkreis Sonneberg
  - Sandberg (834 m), Steinheid, (S/R), Landkreis Sonneberg
  - Großer Zigeunerberg (820 m), Steinachgrund, (S), Landkreis Sonneberg
  - Petersberg (819 m), Steinheid, (S/R), Landkreis Sonneberg
  - Hinterer Mittelberg (814 m), Neuhaus, (N), Landkreis Sonneberg
  - Mittelberg (807 m), Steinachgrund, (S/R), Landkreis Sonneberg
  - Vorderer Mittelberg (801 m), Neuhaus, (N), Landkreis Sonneberg
  - Igelskuppe (800 m), Neuhaus-Igelshieb, (S/R), Landkreis Sonneberg
  - Göritzberg (793 m), Steinachgrund, (S), Landkreis Sonneberg
  - Kleiner Zigeunerberg (791 m), Steinachgrund, (S), Landkreis Sonneberg
  - Apelsberg (785,3 m), Neuhaus-Schmalenbuche, (N/R), Landkreis Sonneberg/Landkreis Saalfeld-Rudolstadt
  - Köpplein (781 m), Lauscha, (S/A), Landkreis Sonneberg
  - Arlsberg (780,5 m), Neuhaus-Igelshieb, (R/N), Landkreis Sonneberg/Landkreis Saalfeld-Rudolstadt
  - Herrnberg (774 m), Neuhaus-Bernhardsthal, (R), Landkreis Sonneberg
  - Obere Wulst (766 m), Neuhaus-Schmalenbuche, (N), Landkreis Sonneberg
  - Steiniger Hügel (765 m), Lauscha, (S), Landkreis Sonneberg
  - Schloßhügel (758 m), Wulstbachtal, (N), Landkreis Sonneberg
  - Teufelsholz (745 m), Lauscha, (S), Landkreis Sonneberg
  - Diebskamm (735 m), Talsperre Scheibe-Alsbach, (N), Landkreis Sonneberg
  - Mittelbachsheide (727 m), Wulstbachtal, (N), Landkreis Sonneberg
  - Schellertsberg (717 m), Hölletal, (N), Landkreis Sonneberg
  - Ascherbachsberg (684,5 m) Hölletal, (N), Landkreis Sonneberg
- Breitenberg (844,1 m), bei Steinheid, (S), Landkreis Sonneberg
  - Reckberg (829 m), Effeldertal, Landkreis Sonneberg
  - Buhler (828,5 m), östlich von Meschenbach, Landkreis Sonneberg
  - Großer Mittelberg (826 m), nordöstlich von Rauenstein, Landkreis Sonneberg
  - Kleiner Mittelberg (811 m), Theuerer Grund, Landkreis Sonneberg
  - Kallenberg (808 m), Effeldertal, Landkreis Sonneberg
  - Wasserberg (798 m), Mengersgereuth-Hämmern, Landkreis Sonneberg
  - Straßenberg (756 m), Rauenstein, Landkreis Sonneberg
  - Rothenberg (714 m), Rabenäußig/Melchersberg, Landkreis Sonneberg
  - Strohberg (692 m), Mengersgereuth-Hämmern, Landkreis Sonneberg
  - Fichtacher Berg (507 m), Blatterndorf, Landkreis Sonneberg
  - Kienberg (505,5 m), Seltendorf, Landkreis Sonneberg
  - Burkertsberg (498 m), Grümpen, Landkreis Sonneberg
- Fellberg (842,1 m), nahe Steinach, (S), Landkreis Sonneberg
  - Geiersberg (727 m), Hämmern, (S), Landkreis Sonneberg
  - Steinheider Berg (680 m), Steinach, (S), Landkreis Sonneberg
  - Pfeiffersberg (603,5 m), Steinach südlich Goldbächlein, Landkreis Sonneberg
  - Lerchenberg (587 m), Steinach nördlich Langer Bach, Landkreis Sonneberg
- Eselsberg (841,5 m), Masserberg, (A/R), Landkreis Hildburghausen
  - Fehrenberg (835 m), Fehrenbach, (S/A), Landkreis Hildburghausen
  - Hohe Heide (832 m), südlich von Masserberg, (R), Landkreis Sonneberg
  - Ersteberg (823,5 m), nahe Gießübel, (R), Landkreis Hildburghausen
  - Sommerberg (800 m), Fehrenbach, (S), Landkreis Hildburghausen
  - Frohnberg (791 m), bei Eisfeld-Schwarzenbrunn, (S/A), Landkreis Hildburghausen
  - Grendel (787,2 m), südlich von Fehrenbach, (S/A), Landkreis Hildburghausen
  - Löffelberg (775,5 m), Gießübel, (S), Landkreis Hildburghausen
  - Todtenkopf (771 m), nahe Talsperre Goldisthal, (N), Landkreis Sonneberg
  - Goldberg (766 m), bei Talsperre Goldisthal, (N), Landkreis Sonneberg
  - Eckartsberg (760 m), bei Eisfeld-Waffenrod, (S/A), Landkreis Hildburghausen
  - Zeupelsberg (759 m), südöstlich von Fehrenbach, (S), Landkreis Hildburghausen
  - Großer Sauberg (757 m), bei Talsperre Goldisthal, (R), Landkreise Hildburghausen/Sonneberg
  - Kleiner Sauberg (756 m), bei Talsperre Goldisthal, (R), Landkreise Hildburghausen/Sonneberg
  - Weißberg (748 m), südöstlich von Fehrenbach, (S), Landkreis Hildburghausen
  - Kohlitschberg (712 m), bei Talsperre Goldisthal, (N), Landkreis Sonneberg
  - Burgberg (710 m), Eisfeld-Sachsendorf, (S), Landkreis Hildburghausen
  - Blassenberg (690 m), nahe Waffenrod, (S), Landkreis Hildburghausen
  - Großer Hettlein (690 m), nahe Waffenrod, (S), Landkreis Hildburghausen
  - Höh (690 m), Waffenrod, (S), Landkreis Hildburghausen
  - Ramseltalskopf (686 m), Masserberg, (N), Landkreis Hildburghausen
  - Hinterer Schmiedsbacher Kopf (671 m), Goldisthal, (N), Landkreis Hildburghausen/Landkreis Sonneberg
  - Ascherbeetskamm (679 m), Masserberg, (N), Landkreis Hildburghausen
  - Klingeberg (677 m), Hinterrod, (A/S), Landkreis Hildburghausen
  - Vorderer Schmiedsbacher Kopf (630 m), nahe Goldisthal, (N), Landkreis Hildburghausen/Landkreis Sonneberg
  - Bonzenberg (624 m) (N), Massermühle, Landkreis Hildburghausen
- Pappenheimer Berg (834,5 m) (S/R), Ernstthal, Landkreis Sonneberg
  - Ernstthaler Steig (810 m) (R), Ernstthal, Landkreis Sonneberg
  - Großer Tierberg (805 m) (S), Lauscha, Landkreis Sonneberg
  - Breiter Berg (783 m) (S), Haselbach, Landkreis Sonneberg
  - Brehmenstall (776 m) (S/R), Ernstthal, Landkreis Sonneberg
  - Kleiner Tierberg (769 m) (S), Lauscha, Landkreis Sonneberg
- Hoher Schuß (824,6 m), bei Piesau, (R), Landkreis Sonneberg
  - Teufelskanzel (774 m) (N), Arnsbachtal bei Piesau, Landkreis Sonneberg
  - Rodeberg (761 m) (N), Piesau, Landkreis Sonneberg
  - Zigeunerebene (748 m), (R/S), nahe Hasenthal, Landkreis Sonneberg
  - Hammerschmiedsebene (696 m), (R/S), Langes Tal bei Hasenthal, Landkreis Sonneberg
- Langer Berg (808,6 m) (N), Großbreitenbach / Königsee, Ilm-Kreis
  - Stiefelkopf (807 m) (N), Möhrenbach, Ilm-Kreis
  - Hundsteig (745 m) (N), Gillersdorf, Ilm-Kreis
  - Schieferrand (743 m), Möhrenbach, Ilm-Kreis
  - Porzel (694 m), Gehren, Ilm-Kreis
  - Mönchstuhl (540,5 m), Garsitz, Ilm-Kreis
  - Eierberg (471,5 m), Dörnfeld an der Heide, Ilm-Kreis
- Hettstädt (808,1 m) bei Deesbach, Landkreis Saalfeld-Rudolstadt
  - Rückersbiel (756 m), Lichte-Ascherbach, Landkreis Sonneberg
  - Steinbiel (745 m), Wulstbachtal, Landkreis Saalfeld-Rudolstadt
  - Königsberg (743 m), nahe Cursdorf, Landkreis Saalfeld-Rudolstadt
  - Selig (730 m), Wulstbachtal, Landkreis Saalfeld-Rudolstadt
  - Sauhügel (722 m), Lichte-Wallendorf, Landkreis Sonneberg
  - Fischbachsberg (721 m), Fischbachtal, Landkreis Saalfeld-Rudolstadt
  - Geiersbachkopf (718 m), Lichte-Geiersthal, Landkreis Sonneberg
  - Rosenberg (716 m), Wulstbachtal nahe Katzhütte, Landkreis Saalfeld-Rudolstadt
  - Langer Berg (716 m), Fischbachtal, Landkreis Saalfeld-Rudolstadt
  - Heidelberg (697 m), nahe Meuselbach, Landkreis Saalfeld-Rudolstadt
  - Sautenburg (690 m), Wulstbachtal, Landkreis Saalfeld-Rudolstadt
  - Hahnberg (685 m), Lichte, Landkreis Sonneberg
  - Köhlersheide (672 m), Fischbachtal nahe Deesbach, Landkreis Saalfeld-Rudolstadt
  - Horbachskamm (662 m), Fischbachtal Einmündung Lichtetal, Landkreis Saalfeld-Rudolstadt
  - Dürrer Berg (661 m), Lichte-Geiersthal, Landkreis Sonneberg
  - Hühnertalskopf (660 m), Lichte-Geiersthal, Landkreis Sonneberg
- Mittelberg (803,5 m), Lichte, (R/N), Landkreis Sonneberg
  - Löffelsborn (774 m), südlich vom Mittelberg nahe Ernstthal, (N), Landkreis Saalfeld-Rudolstadt
  - Kirchberg (686 m), Lichte-Wallendorf, (N), Landkreis Sonneberg
- Rauhhügel (802 m), Schmiedefeld, Landkreis Saalfeld-Rudolstadt
  - Spitzer Berg (790,3 m), Lichtetal, Landkreis Saalfeld-Rudolstadt
  - Mutzenberg (769,6 m), Lichte-Geiersthal, Landkreis Sonneberg
  - Hühnerpfalz (727 m), Lichtetal, Landkreis Saalfeld-Rudolstadt
  - Rehhecke (719,8 m), Schlagetal nahe Talsperre Leibis-Lichte, Landkreis Saalfeld-Rudolstadt
  - Aßberg (706,4 m), Schlagetal, Landkreis Saalfeld-Rudolstadt
  - Poppenberg (703 m), Lichtetal nahe Talsperre Leibis-Lichte, Landkreis Saalfeld-Rudolstadt
  - Sommerberg (701 m), Bock und Teich, Landkreis Saalfeld-Rudolstadt
  - Hingberg (697 m), Gebersdorf, Landkreis Saalfeld-Rudolstadt
  - Lerchenkuppe (691 m), Reichmannsdorf, Landkreis Saalfeld-Rudolstadt
  - Spitzberg (691 m), Lichte-Wallendorf, Landkreis Sonneberg
  - Mainholzberg (690,5 m), bei Taubenbach, Landkreis Saalfeld-Rudolstadt
  - Petersburg (646 m), Lichte-Wallendorf, Landkreis Sonneberg
  - Mühlberg (609 m), bei Talsperre Leibis-Lichte, Landkreis Saalfeld-Rudolstadt
- Limberg (798 m), Haselbach, (S) Landkreis Sonneberg
  - Rodelberg (748 m), Hasenthal, (S), Landkreis Sonneberg
- Roter Berg (799,2 m), Spechtsbrunn, (R/S), Landkreis Sonneberg
  - Pfannstiel (764 m), Hasenthal, (S), Landkreis Sonneberg
  - Glashügel (741 m), nahe Spechtsbrunn, (R), Landkreis Saalfeld-Rudolstadt, Thüringer Schiefergebirge/Frankenwald
  - Winterberg (726 m), Spechtsbrunn, (S), Landkreis Sonneberg
  - Steinerner Reiter (725,5 m), Creunitz, (N), Landkreis Saalfeld-Rudolstadt
  - Beerhügel (725 m), Gräfenthal, (N), Landkreis Saalfeld-Rudolstadt
  - Zimmerhügel (724,5 m), Spechtsbrunn, (R/S), Landkreis Sonneberg
  - Kalte Küche (723 m), Spechtsbrunn, (R/N), Landkreis Sonneberg
  - Höhkuppe (723 m), Lichtenhain, (N) Landkreis Saalfeld-Rudolstadt
  - Buchberg (658 m), Buchbach, (N), Landkreis Saalfeld-Rudolstadt
  - Friedlersberg (646 m), Meernach, (N), Landkreis Saalfeld-Rudolstadt
- Meuselbacher Kuppe (786,1 m), Meuselbach, (A), Landkreis Saalfeld-Rudolstadt
  - Falkenhügel (697 m), Oberweißbach, Landkreis Saalfeld-Rudolstadt
  - Mittelberg (697 m), Cursdorf, Landkreis Saalfeld-Rudolstadt
  - Galgenhügel (695 m), Oberweißbach, Landkreis Saalfeld-Rudolstadt
  - Steinbruchsberg (671 m), nahe Cursdorf, Landkreis Saalfeld-Rudolstadt
  - Viehberg (640 m), Meuselbach, Landkreis Saalfeld-Rudolstadt
  - Meilerberg (627 m), nördlich von Meuselb. Kuppe, Landkreis Saalfeld-Rudolstadt
  - Roter Steinberg (627 m), Weißbachtal, Landkreis Saalfeld-Rudolstadt
  - Meuselbacher Berg (612 m), Mellenbach, Landkreis Saalfeld-Rudolstadt
  - Birkenberg (609 m), Lichtenhain a. d. Bergbahn, Landkreis Saalfeld-Rudolstadt
  - Hopfberg (607 m), Lichtenhain a. d. Bergbahn, Landkreis Saalfeld-Rudolstadt
  - Lichtenhainer Höhe (606 m), Obstfelder Schmiede, Landkreis Saalfeld-Rudolstadt
  - Hainberg (602 m), Katzhütte, Landkreis Saalfeld-Rudolstadt
  - Heckenberg (601 m), Meuselbach-Schwarzmühle, Landkreis Saalfeld-Rudolstadt
  - Curau (579 m), Mellenbach-Glasbach, Landkreis Saalfeld-Rudolstadt
  - Sommerberg (547 m), Zirkel, Landkreis Saalfeld-Rudolstadt
  - Kaffenbergkopf (482 m), Weißbachtal bei Unterweißbach, Landkreis Saalfeld-Rudolstadt
  - Birkigt (431 m), Glasbach, Landkreis Saalfeld-Rudolstadt
- Kirchberg (784,2 m), Oberweißbach, (A), Landkreis Saalfeld-Rudolstadt
  - Himmelsleiter (774,3 m), zwischen Cursdorf und Deesbach, Landkreis Saalfeld-Rudolstadt
  - Schanze (760 m), Deesbach, Landkreis Saalfeld-Rudolstadt
  - Wurmberg (749 m), nördlich vom Kirchberg, Landkreis Saalfeld-Rudolstadt
  - Schieferbruchswand (713 m), östlich vom Kirchberg bei Talsperre Deesbach, Landkreis Saalfeld-Rudolstadt
  - Leibisberg (703,5 m), bei Talsperre Leibis-Lichte, Landkreis Saalfeld-Rudolstadt
  - Zwei Gelenkköpfe (561 m), Unterweißbach, Landkreis Saalfeld-Rudolstadt
- Simmersberg (780,8 m), Schnett, (A/S), Landkreis Hildburghausen
  - Höheberg (780 m), nördlich von Schnett, (A), Landkreis Hildburghausen
  - Schnetter Berg (757 m), nordwestlich von Schnett nahe Unterneubrunn, (A), Landkreis Hildburghausen
  - Holzberg (740 m), nahe Gießübel, (A), Landkreis Hildburghausen
  - Kohlberg (730 m), südwestlich von Schnett, (A), Landkreis Hildburghausen
  - Hohe Warth (718 m), Schönau, (A), Landkreis Hildburghausen
- Schwefelkopf (773,7 m), Gießübel nahe Talsperre Schönbrunn, Landkreis Hildburghausen, Thüringer Schiefergebirge/Thüringer Wald
  - Sommerberg (756 m), Talsperre Schönbrunn, Landkreis Hildburghausen
  - Märterskopf (747 m), Talsperre Schönbrunn, Landkreis Hildburghausen
  - Hoher Hügel (731 m), Talsperre Schönbrunn, Landkreis Hildburghausen
  - Köpflein (612 m), Schönbrunn, Landkreis Hildburghausen
  - Tannenleite (586 m), (Schönbrunn), Landkreis Hildburghausen
- Töpfersbühl (762,6 m), nördlich von Reichmannsdorf, Landkreis Saalfeld-Rudolstadt
  - Rotschnabel (751 m), nahe Reichmannsdorf, Landkreis Saalfeld-Rudolstadt
  - Hufnagel (740 m), südlich vom Töpfersbühl, Landkreis Saalfeld-Rudolstadt
  - Rasenhieb (678 m), östlich vom Rotschnabel, Landkreis Saalfeld-Rudolstadt
  - Kirchberg, Schlagetal (725,3 m), Landkreis Saalfeld-Rudolstadt
  - Goldberg (717 m), westlich von Reichmannsdorf, Landkreis Saalfeld-Rudolstadt
  - Glanzberg (698 m), Wickersdorf, Landkreis Saalfeld-Rudolstadt
  - Pfaffenberg (693,5 m), Sophienthal, Landkreis Saalfeld-Rudolstadt
  - Hasenhügel (698 m), nahe Meura, Landkreis Saalfeld-Rudolstadt
  - Meuraberg (676 m), Schlagetal, Landkreis Saalfeld-Rudolstadt
  - Eichberg (613,5 m), bei Wickersdorf, Landkreis Saalfeld-Rudolstadt
- Hirschstein (755 m), Piesau, Landkreis Sonneberg
  - Zapfenberg (729 m), Sommersdorf, Landkreis Saalfeld-Rudolstadt
  - Kippenbühl (709 m), Taubenbach, Landkreis Saalfeld-Rudolstadt
  - Winterberg (700 m), Lippelsdorf, Landkreis Saalfeld-Rudolstadt
  - Röderhügel (647 m), Schmiedefeld, Landkreis Saalfeld-Rudolstadt
  - Mühlberg (647 m), Gebersdorf, Landkreis Saalfeld-Rudolstadt
  - Eichberg (615 m), Sommersdorf, Landkreis Saalfeld-Rudolstadt
  - Bühl (595 m), Gebersdorf, Landkreis Saalfeld-Rudolstadt
  - Erbig (580 m), Sommersdorf, Landkreis Saalfeld-Rudolstadt
  - Winterberg (558 m), Meernach, Landkreis Saalfeld-Rudolstadt
- Decemhieb (742,8 m), Massertal nahe Altenfeld, Ilm-Kreis
  - Fleckberg (731 m), Massertal, Ilm-Kreis/Landkreis Saalfeld-Rudolstadt
  - Oelzer Rain (697 m), nordwestlich von Oelze, Landkreis Saalfeld-Rudolstadt
  - Steinfels (580 m), Oelze, Landkreis Saalfeld-Rudolstadt
- Büchig (727 m), Reichmannsdorf, Landkreis Saalfeld-Rudolstadt
  - Gösselsberg (675 m), Gösselsdorf, Landkreis Saalfeld-Rudolstadt
  - Mittelberg (617 m), Gösselsdorf, Landkreis Saalfeld-Rudolstadt
  - Stachelberg (615 m), Gebersdorf, Landkreis Saalfeld-Rudolstadt
  - Kindelberg (572 m), Großneundorf, Landkreis Saalfeld-Rudolstadt
  - Hainkuppe (571 m), Großneundorf, Landkreis Saalfeld-Rudolstadt
  - Talberg (560 m), Limbach, Landkreis Saalfeld-Rudolstadt
  - Bötskuppe (548,5 m), Gebersdorf, Landkreis Saalfeld-Rudolstadt
  - Haderberg (523 m), Königsthal, Landkreis Saalfeld-Rudolstadt
  - Kirchberg (489 m), Limbach, Landkreis Saalfeld-Rudolstadt
- Culm (714 m), Schmiedebach, Saale-Orla-Kreis/Landkreis Saalfeld-Rudolstadt
- Quittelsberg (708,8 m), westlich von Döschnitz, Landkreis Saalfeld-Rudolstadt
  - Keilsburg (648,5 m), Unterweißbach, Landkreis Saalfeld-Rudolstadt
  - Auf der Heide (668 m), nordwestlich von Meura, Landkreis Saalfeld-Rudolstadt
  - Hundewarte (584 m), Schlagetal bei Talsperre Leibis-Lichte, Landkreis Saalfeld-Rudolstadt
  - Roter Berg (561 m), Meura, Landkreis Saalfeld-Rudolstadt
  - Passeider Ebene (555 m), Sitzendorf, Landkreis Saalfeld-Rudolstadt
  - Bielstein (517 m), Talsperre Leibis-Lichte, Landkreis Saalfeld-Rudolstadt
  - Schwarzer Berg (495,5 m), Rohrbach, Landkreis Saalfeld-Rudolstadt
  - Hammerberg (490 m), Bockschmiede, Landkreis Saalfeld-Rudolstadt
- Henneberg (701 m), Weitisberga, Saale-Orla-Kreis
  - Stein (655 m), am Henneberg, Saale-Orla-Kreis
  - Bügelshügel (628 m), Heberndorf, Saale-Orla-Kreis
  - Kohlhau (602 m), nördlich von Weitisberga, Saale-Orla-Kreis
  - Grubersberg (553 m), Weitisberga, Saale-Orla-Kreis
- Hochrück (697 m), nördlich von Gösselsdorf, Landkreis Saalfeld-Rudolstadt
  - Feuerhieb (690 m), südöstlich vom Hochrück, Landkreis Saalfeld-Rudolstadt
  - Schmiedeberg (570 m), Königsthal, Landkreis Saalfeld-Rudolstadt
- Hoher Wald (693,6 m), Großbreitenbach, Ilm-Kreis
- Silberberg (694 m), Oelzetal bei Altenfeld, Ilm-Kreis
- Vitzberg (693 m), südlich von Großbreitenbach, Ilm-Kreis
  - Metzenhain (681 m), östlich vom Vitzberg, Ilm-Kreis
  - Oelzer Stieg (672 m), Oelzetal, Ilm-Kreis
  - Kesselberg (663 m), Großbreitenbach, Ilm-Kreis
  - Scheffelsberg (608 m), Katzhütte, Ilm-Kreis/Landkreis Saalfeld-Rudolstadt
  - Birkenhaupt (575 m), Rohrhammer, Ilm-Kreis/Landkreis Saalfeld-Rudolstadt
  - Ungeheuer (573 m), nahe Katzhütte, Ilm-Kreis/Landkreis Saalfeld-Rudolstadt
  - Steinberg (566 m), Schwarzmühle, Landkreis Saalfeld-Rudolstadt
  - Schwarzer Berg (565 m), Oelze, Landkreis Saalfeld-Rudolstadt
- Lehestener Berg (688 m), Lehesten, Landkreis Saalfeld-Rudolstadt
  - Steinbühl (665 m), Steinbachtal nördlich vom Lehestener Berg, Landkreis Saalfeld-Rudolstadt
  - Hundskopf (646 m), Schmiedebach, Landkreis Saalfeld-Rudolstadt
- Oßlahügel (685 m), Oßlabachtal bei Oßla, Saale-Orla-Kreis
  - Oßlaberg (622 m), Oßlabachtal bei Benignengrün, Saale-Orla-Kreis
  - Pfiffelsberg (614 m), Sormitz nahe Bärenmühle, Saale-Orla-Kreis
- Hügel (684 m), Lichtentanne, Landkreis Saalfeld-Rudolstadt
  - Schieferberg (644 m), Steinbachtal, Landkreis Saalfeld-Rudolstadt
  - Schafberg (629 m), nördlich von Wickendorf, Landkreis Saalfeld-Rudolstadt
  - Rentschenhaide (621 m), Wickendorf, Landkreis Saalfeld-Rudolstadt
  - Sormitzberg (611 m), bei Lichtentanner Mühle, Landkreis Saalfeld-Rudolstadt
  - Bolmbach (596 m), südlich von Lichtentanne, Landkreis Saalfeld-Rudolstadt
  - Mühlberg (594 m), Steinbachtal bei Lichtentanne, Landkreis Saalfeld-Rudolstadt
- Kalte Herberge (684 m), nördlich vom Wurzelberg, Landkreis Saalfeld-Rudolstadt
  - Kieslerstein (656 m), Katzhütte-Oelze, Landkreis Saalfeld-Rudolstadt
  - Haspiseifenberg (621 m), Massethal, Landkreis Saalfeld-Rudolstadt
- Ratzenberg (678 m), nahe Gräfenthal, Landkreis Kronach/Landkreis Saalfeld-Rudolstadt
- Beerhügel (677 m), Kleingeschwenda-Hühnerschenke, Landkreis Saalfeld-Rudolstadt
  - Drachenberg (660 m), nahe Jehmichen, Landkreis Saalfeld-Rudolstadt
  - Goldberg (622 m), Kleingeschwenda, Landkreis Saalfeld-Rudolstadt
  - Mühlberg (568 m), nahe Lositz, Landkreis Saalfeld-Rudolstadt
  - Eichenstock (540 m), Gammigtal, Landkreis Saalfeld-Rudolstadt
- Keil (677 m), nahe Burkersdorf, Landkreis Saalfeld-Rudolstadt
  - Ritzberg (649 m), Burkersdorf, Landkreis Saalfeld-Rudolstadt
  - Hirschberg (589 m), Werretal bei Dittersdorf, Landkreis Saalfeld-Rudolstadt
  - Schwarzer Berg (576 m), Werretal, Landkreis Saalfeld-Rudolstadt
- Milchberg (676 m), bei Böhlen, Ilm-Kreis
  - Beerberg (Milchberg) (667 m), Wildenspring, Ilm-Kreis
  - Große Grube (648 m), Böhlen, Ilm-Kreis
  - Mühlberg (648 m), Gillersdorf, Ilm-Kreis
  - Kirchberg (632 m), Böhlen, Ilm-Kreis
- Witzendorfer Heide (669 m), Witzendorf, Landkreis Saalfeld-Rudolstadt
  - Griesbühl (632 m), Birkenheide, Landkreis Saalfeld-Rudolstadt
  - Hochrück (604 m), Wittmannsgereuth, Landkreis Saalfeld-Rudolstadt
- Barigauer Höhe (664,6 m), Barigau, Landkreis Saalfeld-Rudolstadt
  - Nosseberg (635 m), Barigauer Tal, Landkreis Saalfeld-Rudolstadt
  - Pfennigweide (632 m), Barigauer Tal bei Oberhain, Landkreis Saalfeld-Rudolstadt
  - Hasenberg (631 m), Allersdorf, Ilm-Kreis
  - Fichtig (629 m), Dröbischau, Landkreis Saalfeld-Rudolstadt
  - Allersdorfer Höhe (596 m), Zirkel, Ilm-Kreis
  - Johannisberg (592 m), Oberhain, Landkreis Saalfeld-Rudolstadt
  - Wehfuß (589 m), Zirkel, Landkreis Saalfeld-Rudolstadt
  - Stinberg (587 m), Barigauer Tal bei Obstfelder Schmiede, Landkreis Saalfeld-Rudolstadt
  - Talberg (577 m), Mankenbach, Landkreis Saalfeld-Rudolstadt
  - Viehberg (576 m), Mankenbach, Landkreis Saalfeld-Rudolstadt
  - Sohlenberg (556,5 m), Barigauer Tal, Landkreis Saalfeld-Rudolstadt
  - Kaiserkuppe (544 m), nördlich der Barigauer Höhe, Landkreis Saalfeld-Rudolstadt
  - Elmischer Berg (529 m), Blechhammer, Landkreis Saalfeld-Rudolstadt
  - Geiersberg (522 m), Blambachtal bei Unterhain, Landkreis Saalfeld-Rudolstadt
  - Ziegenberg (496,6 m), Sitzendorf, Landkreis Saalfeld-Rudolstadt
  - Röderberg (489 m), Schwarzburg, Landkreis Saalfeld-Rudolstadt
  - Schmiedeberg (462 m), Obstfelder Schmiede, Landkreis Saalfeld-Rudolstadt
- Zipptanskuppe (656,8 m), nahe Wittmannsgereuth, Landkreis Saalfeld-Rudolstadt
  - Schautalskopf (637 m), nördlich der Zipptannskuppe, Landkreis Saalfeld-Rudolstadt
  - Eisenberg (636 m), westlich vom Schautalskopf, Landkreis Saalfeld-Rudolstadt
  - Moritzberg (617 m), Wittmannsgereuther Tal, Landkreis Saalfeld-Rudolstadt
  - Eichköpfe (572 m), Beulwitz, Landkreis Saalfeld-Rudolstadt
- Höhberg (650,3 m), Schmiedebach, Landkreis Saalfeld-Rudolstadt
  - Engelsberg (632,8 m), Schmiedebach, Landkreis Saalfeld-Rudolstadt
  - Steinbühl (621,7 m), nördlich von Schmiedebach, Landkreis Saalfeld-Rudolstadt
- Weberkuppe (649 m), Herschdorf, Ilm-Kreis/Landkreis Saalfeld-Rudolstadt
  - Milchberg (579 m), bei Allersdorf, Landkreis Saalfeld-Rudolstadt
  - Beerberg (571,5 m), Oberschöbling, Landkreis Saalfeld-Rudolstadt
  - Rückberg (491 m), östlich Oberschöbling, Landkreis Saalfeld-Rudolstadt
  - Schieferberg (482 m), Unterschöbling, Landkreis Saalfeld-Rudolstadt
  - Gleisberg (405 m), Königsee, Landkreis Saalfeld-Rudolstadt
- Wetzstein (625 m), östlich von Braunsdorf, Landkreis Saalfeld-Rudolstadt
  - Brandhügel (623 m), nördlich von Braunsdorf, Landkreis Saalfeld-Rudolstadt
  - Heidelberg (621 m), Braunsdorf, Landkreis Saalfeld-Rudolstadt
  - Schaßbachshügel (616 m), Dittrichshütte, Landkreis Saalfeld-Rudolstadt
  - Winterleite (603 m), Schaßbachtal, Landkreis Saalfeld-Rudolstadt
  - Hainberg (583 m), nahe Unterwirbach, Landkreis Saalfeld-Rudolstadt
  - Trebenkopf (571 m), Oberwirbach, Landkreis Saalfeld-Rudolstadt
  - Lerchenhügel (555 m), südlich vom Hainberg, Landkreis Saalfeld-Rudolstadt
  - Pfarrberg (539 m), Schaßbachtal bei Döschnitz, Landkreis Saalfeld-Rudolstadt
  - Mittelberg (504 m), Oberwirbach, Landkreis Saalfeld-Rudolstadt
- Schafberg (629 m), bei Großgeschwenda, Landkreis Saalfeld-Rudolstadt
- Priemäusel (625 m), Brattendorf, Landkreis Hildburghausen
  - Wachberg (621 m), Brattendorf, Landkreis Hildburghausen, Thüringer Schiefergebirge/Thüringer Wald
- Mittelberg (625 m), Witzendorf, Landkreis Saalfeld-Rudolstadt
  - Hinterer Breiteberg (551 m), Witzendorfer Tal, Landkreis Saalfeld-Rudolstadt
  - Vorderer Breiteberg (547 m), Arnsgeruther Tal bei Garnsdorf, Landkreis Saalfeld-Rudolstadt
  - Spitzberg (412 m), Saalfeld-Eckardtsanger, Landkreis Saalfeld-Rudolstadt
- Alte Burg (622 m), Gräfenthal, Landkreis Kronach/Landkreis Saalfeld-Rudolstadt
- Käppele (610 m), Großgeschwenda, Landkreis Saalfeld-Rudolstadt
  - Graukuppe (557 m), bei Probstzella, Landkreis Saalfeld-Rudolstadt
  - Pöhlberg (542 m), nahe Probstzella, Landkreis Saalfeld-Rudolstadt
  - Hopfsberg (508 m), Falkenstein, Landkreis Saalfeld-Rudolstadt
  - Geschwendaer Berg (485 m), Probstzella, Landkreis Saalfeld-Rudolstadt
- Hornberg (610 m), Speicher Elsterschänke, Landkreis Saalfeld-Rudolstadt
- Talberg (608 m), Arnsgereuth, Landkreis Saalfeld-Rudolstadt
  - Gartenkuppe (577 m), Arnsgereuther Tal, Landkreis Saalfeld-Rudolstadt
- Spitzberg (605 m), bei Großneundorf, Landkreis Saalfeld-Rudolstadt
  - Bocksberg (592 m), nahe Limbach, Landkreis Saalfeld-Rudolstadt
  - Bocksberg (573 m), bei Zopten, Landkreis Saalfeld-Rudolstadt
  - Kippenberg (565 m), Großneundorf, Landkreis Saalfeld-Rudolstadt
  - Frauenstein (523 m), Zopten, Landkreis Saalfeld-Rudolstadt
  - Kuppenhügel (496 m), Zopten, Landkreis Saalfeld-Rudolstadt
  - Pfergberg (487 m), Zopten, Landkreis Saalfeld-Rudolstadt
- Talberg (600,8 m), Wittgendorf, Landkreis Saalfeld-Rudolstadt
  - Gartenberg (516,5 m), Döschnitz, Landkreis Saalfeld-Rudolstadt
- Bühl (597 m), bei Schweinbach, Landkreis Saalfeld-Rudolstadt
  - Gabelsberg (517 m), Reichenbachtal, Landkreis Saalfeld-Rudolstadt
  - Pfaffenberg (493 m), Hockeroda, Landkreis Saalfeld-Rudolstadt
  - Mühlberg (467 m), bei Hirzbach, Landkreis Saalfeld-Rudolstadt
  - Eichelberg (461 m), Hirzbach, Landkreis Saalfeld-Rudolstadt
- Klingeberg (593 m), Volkmannsdorf, Landkreis Saalfeld-Rudolstadt
- Katzenhügel (591 m), Schlaga, Landkreis Saalfeld-Rudolstadt
  - Lichtenbruch (543 m), Reichenbachtal, Landkreis Saalfeld-Rudolstadt
- Batzenberg (588 m), bei Sitzendorf, Landkreis Saalfeld-Rudolstadt
  - Schabsheider Aussicht (536 m), Schwarzburg, Landkreis Saalfeld-Rudolstadt
  - Kahler Berg (513 m), Schwarzburg, Landkreis Saalfeld-Rudolstadt
  - Eichberg (487 m), Bockschmiede, Landkreis Saalfeld-Rudolstadt
  - Helenensitz (486 m), Schwarzburg, Landkreis Saalfeld-Rudolstadt
- Reichelrod (590 m), Falkensteiner Grund, Landkreis Saalfeld-Rudolstadt
  - Heiliger Berg (578 m), Großgeschwenda, Landkreis Saalfeld-Rudolstadt
- Kolditzberg (583 m), Marktgölitz, Landkreis Saalfeld-Rudolstadt
  - Birkigt (557 m), Oberloquitz, Landkreis Saalfeld-Rudolstadt
  - Graukuppe (557 m), Kleinneundorf, Landkreis Saalfeld-Rudolstadt
  - Druidenkuppe (544 m), Oberloquitz, Landkreis Saalfeld-Rudolstadt
  - Kirchberg (515,5 m), Reichenbach, Landkreis Saalfeld-Rudolstadt
- Schwarzer Berg (582,3 m), Sorbitztal nordöstlich von Wittgendorf, Landkreis Saalfeld-Rudolstadt
- Rabenhügel (582 m), Knobelsdorf, Landkreis Saalfeld-Rudolstadt
  - Lositzer Berg (524,5 m), Lositz, Landkreis Saalfeld-Rudolstadt
  - Lübs (504 m), Laasen, Landkreis Saalfeld-Rudolstadt
- Dittersdorfer Höhe (571,5 m), Dittersdorf, Landkreis Saalfeld-Rudolstadt
  - Hunnenkuppe (485 m), Schwarzatal bei Bad Blankenburg, Landkreis Saalfeld-Rudolstadt
- Stelzener Berg (571 m), Eisfeld-Sachsendorf, Landkreis Hildburghausen
  - Mühlberg (550 m), Schirnrod, Landkreis Hildburghausen
  - Heuberg (548,5 m), Weitesfeld, Landkreis Hildburghausen
  - Hörselberg (525 m), Eisfeld-Sachsendorf, Landkreis Hildburghausen
- Scheitingshügel (570 m), Schweinbach, Landkreis Saalfeld-Rudolstadt
  - Eichert (518 m), Reichenbach, Landkreis Saalfeld-Rudolstadt
- Hundsberg (567 m), nahe Lositz, Landkreis Saalfeld-Rudolstadt
  - Mardsberg (459,5 m), Loquitztal bei Schaderthal, Landkreis Saalfeld-Rudolstadt
- Kuppe (557,5 m), Sormitztal bei Grünau, Landkreis Saalfeld-Rudolstadt
- Kobel (551 m), Rosenthal, Landkreis Saalfeld-Rudolstadt
  - Rodaer Berg (506 m), Rosenthal, Landkreis Saalfeld-Rudolstadt
  - Schleifberg (504 m), nahe Roda, Landkreis Saalfeld-Rudolstadt
  - Goldkuppe (441 m), Hüttengrund, Landkreis Saalfeld-Rudolstadt
- Utenberg (551 m), Marktgölitz, Landkreis Saalfeld-Rudolstadt
  - Mühlberg (510 m), Königsthal, Landkreis Saalfeld-Rudolstadt
- Stelzener Berg (550 m), nahe Mausendorf, Landkreis Sonneberg
  - Mittelberg (536 m), Speicher Krellsen, Landkreis Sonneberg
  - Kirchberg, Bachfeld (536 m), Sonneberg
- Speckhügel (548 m), Obergölitz, Landkreis Saalfeld-Rudolstadt
  - Weinberg (546 m), Talbachtal nahe Marktgölitz, Landkreis Saalfeld-Rudolstadt
  - Schneckenberg (486 m), Oberloquitz, Landkreis Saalfeld-Rudolstadt
  - Schabs (399 m), Loquitztal bei Marktgölitz, Landkreis Saalfeld-Rudolstadt
- Fleckberg (544 m), Tossenthal, Landkreis Hildburghausen
- Galgenberg (531 m), Truckenthal und Schalkau, Landkreis Sonneberg
  - Baumleite (529 m), nordwestlich von Grümpen, Landkreis Sonneberg
  - Wacholderberg (518 m), Schalkau, Landkreis Sonneberg
- Schmittenberg (529 m), Loquitztal bei Hockeroda, Landkreis Saalfeld-Rudolstadt
- Schwarzer Berg (523 m), nahe Eyba, Landkreis Saalfeld-Rudolstadt
  - Kulm (336 m), Reschwitz, Landkreis Saalfeld-Rudolstadt
- Silberberg (520,5 m), Schwarzatal bei Böhlscheiben, Landkreis Saalfeld-Rudolstadt
- Holzberg (520 m), Knobelsdorf, Landkreis Saalfeld-Rudolstadt
- Weinberg (520 m), Itztal bei Truckenthal, Landkreis Sonneberg
  - Märzenberg (422 m), Itztal bei Bachfeld, Landkreis Sonneberg
- Ebene (512 m), Schwarzatal bei Cordobang, Landkreis Saalfeld-Rudolstadt
- Kienberg (526 m), Schwarzatal nördlich vom Trippstein, Landkreis Saalfeld-Rudolstadt
  - Rabenhügel (506 m), Blambachtal bei Sitzendorf, Landkreis Saalfeld-Rudolstadt
  - Trippstein (505 m), Schwarzatal nördlich von Schwarzburg, Landkreis Saalfeld-Rudolstadt
  - Roderberg (502 m), Schwarzatal bei Schwarzburg, Landkreis Saalfeld-Rudolstadt
  - Sommerberg (493 m), Sitzendorf, Landkreis Saalfeld-Rudolstadt
  - Kalkberg (472 m), Bechstedt, Landkreis Saalfeld-Rudolstadt
- Kegelkuppe (501 m), Aschau, Landkreis Saalfeld-Rudolstadt
  - Röderberg (489 m), nahe Allendorf, Landkreis Saalfeld-Rudolstadt
  - Milchberg (437 m), Lichta, Landkreis Saalfeld-Rudolstadt
  - Mühlberg (407 m), nahe Oberköditz, Landkreis Saalfeld-Rudolstadt
- Kulmhügel (496 m), Laasen, Landkreis Saalfeld-Rudolstadt
- Lauensteiner Berg (496 m), Loquitztal bei Probstzella, Landkreis Saalfeld-Rudolstadt
- Soolse (494 m), Loquitztal nahe Unterloquitz, Landkreis Saalfeld-Rudolstadt
- Eckertsberg (464 m), Loquitztal nahe Döhlen, Landkreis Saalfeld-Rudolstadt
- Buchenberg (456 m), Bechstedt, Landkreis Saalfeld-Rudolstadt
- Oberstein (456 m), Schaderthal, Landkreis Saalfeld-Rudolstadt
- Henkerskuppe (429 m), Rinnetal bei Watzdorf, Landkreis Saalfeld-Rudolstadt
- Weinberg (411 m), nahe Allendorf, Landkreis Saalfeld-Rudolstadt
  - Burgberg (388,5 m), Rinnetal nahe Unterköditz, Landkreis Saalfeld-Rudolstadt
  - Heiliger Berg (377 m), Allendorf, Landkreis Saalfeld-Rudolstadt
- Kesselberg (405,5 m), nahe Bechstedt, Landkreis Saalfeld-Rudolstadt
  - Kühnberg (376 m), Rinnetal bei Rottenbach, Landkreis Saalfeld-Rudolstadt
  - Lohmeskuppe (346,5 m), Rinnetal nahe Quittelsdorf, Landkreis Saalfeld-Rudolstadt
  - Bornberg (336 m), Rinnetal bei Quittelsdorf, Landkreis Saalfeld-Rudolstadt
- Lemnitzhügel (330 m), Bad Blankenburg, Landkreis Saalfeld-Rudolstadt

##### Frankenwald(Westflanke-Steinach)
→ Zu diesen und weiteren Bergen/Erhebungen (auch außerhalb Thüringens) siehe Abschnitt Berge des Artikels Frankenwald
- Sattelleite (757 m), Neuenbau-Sattelpaß, Landkreis Sonneberg
  - Hammerleite (757 m), bei Neuenbau, Landkreis Sonneberg
  - Kleiner Klettnitzberg (720 m), nahe Neuenbau, Landkreis Sonneberg
  - Schindelhieb (714 m), Georgshütte, Landkreis Sonneberg
  - Rosengarten (711 m), Bocksbachtal, Landkreis Sonneberg
  - Steinhügel (700 m), Tettautal, Landkreis Sonneberg
  - Bocksberg (696,5 m), Engnitztal nahe Blechhammer, Landkreis Sonneberg
  - Jagdshofer Berg (688 m), Jagdshof, Landkreis Sonneberg
  - Häuptlein (669 m), Judenbach, Landkreis Sonneberg
  - Gehrenberg (657 m), Glasbachtal bei Jagdshof, Landkreis Sonneberg
  - Sauanger (654 m), Judenbach, Landkreis Sonneberg
  - Hessenhöhe (647 m), Judenbach, Landkreis Sonneberg
  - Wirtshöhe (643 m), Judenbach, Landkreis Sonneberg
  - Großer Klettnitzberg (626 m), Klettnitzbachtal, Landkreis Sonneberg
  - Spitzberg (624 m), Hüttensteinach, Landkreis Sonneberg
  - Stein (593 m), Steinbachstal bei Steinbach, Landkreis Sonneberg
- Oberschaar (718 m), Forschengereuth, Landkreis Sonneberg
  - Großer Mühlberg (714 m), Mengersgereuth-Hämmern, Landkreis Sonneberg
  - Rottenkämmlein (662 m), Joachimstiegel nahe Steinach, Landkreis Sonneberg
  - Kleiner Mühlberg (658 m), Joachimstiegel bei Hämmern, Landkreis Sonneberg
  - Blößenberg (655 m), nahe Forschengereuth, Landkreis Sonneberg
  - Schloßberg (502 m), Sonneberg, Landkreis Sonneberg
- Hammerberg (712 m), Eschenthal, Landkreis Sonneberg
- Sonneberger Berg (704 m), Steinach, Landkreis Sonneberg
  - Kleiner Mittelberg (665 m), Mengersgereuth-Hämmern, Landkreis Sonneberg
- Loosbrand (700 m), Langenbachstal nördlich von Neufang, Landkreis Sonneberg
  - Hirschkanzel (698 m), Steinachtal nahe Steinach, Landkreis Sonneberg
  - Großer Mittelberg (687,5 m), Röthental, Landkreis Sonneberg
  - Sonneberg (682 m), Langenbachstal, Landkreis Sonneberg
  - Schleifenberg (665 m), nahe Neufang, Landkreis Sonneberg
  - Erbisbühl (638 m; mit Sternwarte Sonneberg), Sonneberg, Landkreis Sonneberg
  - Schönberg (622 m), Köppelsdorf, Landkreis Sonneberg
  - Stadtberg (472 m), Sonneberg, Landkreis Sonneberg
- Großer Först (688 m), Ölsetal bei Georgshütte, Landkreis Sonneberg
  - Hofberg (652 m), Ölsetal bei Hasenthal, Landkreis Sonneberg
  - Eschenbachsleite (651 m), Ölsetal bei Schneidemühle, Landkreis Sonneberg
  - Kleiner Först (616 m), Rögitztal, Landkreis Sonneberg
- Treb (680 m), bei Haselbach, Landkreis Sonneberg
  - Großer Mittelberg (649 m), Steinach, Landkreis Sonneberg
  - Kickelhahn (642 m), Haselbach, Landkreis Sonneberg
  - Kleiner Mittelberg (634 m), Rögitztal, Landkreis Sonneberg
  - Kleiner Tierberg (Bocksberg) (570 m), Steinach, Landkreis Sonneberg
- Spechtstein (662 m), Pfmersgrund bei Hasenthal, Landkreis Sonneberg
- Windbruch (628 m), Tettautal, Landkreis Sonneberg
  - Kleiner Mittelberg (477 m), Tettautal bei Heinersdorf, Landkreis Sonneberg
- Mönchsberg (608 m), Steinbachstal bei Mönchsberg, Landkreis Sonneberg
  - Müllersberg (580 m), nahe Mönchsberg, Landkreis Sonneberg
  - Langer Berg (562 m), Heinersdorf, Landkreis Sonneberg

##### Südliches Vorland

###### Schalkauer Muschelkalk-Plateau
- Der Grieß (566 m), Görsdorf, Landkreis Sonneberg
- Heider Berg (564 m), Heid, Landkreis Hildburghausen
- Isaak (546 m), bei Schichtshöhn und Mürschnitz/Bettelhecken, Landkreis Sonneberg
- Melm (546 m), bei Sachsendorf, Landkreis Hildburghausen
  - Stelzener Berg (535 m), Eisfeld, Landkreis Hildburghausen
- Stiefvater (540,5 m), bei Ehnes, Landkreis Sonneberg
  - Kornhöhe (448 m), Truckendorf, Landkreis Sonneberg
  - Burken (441,5 m), Görsdorf, Landkreis Sonneberg
- Görzenberg (519 m), Schichtshöhn, Landkreis Sonneberg
  - Taubelsberg (511 m), Effelder, Landkreis Sonneberg
- Roter Hügel (517 m), bei Hirschendorf, Landkreis Hildburghausen
  - Crocker Berg (516 m), bei Crock, Landkreis Hildburghausen
- Oberschorr (504 m), Döhlau, Landkreis Sonneberg
  - Stammberg (446 m), Rückerswind, Landkreis Sonneberg
  - Tennich (432 m), Döhlau, Landkreis Sonneberg
  - Sengelberg (431 m), am Froschgrundsee, Landkreis Sonneberg
- Kleiner Herrenberg (502 m), Emstadt, Landkreis Sonneberg
- Thomasberg (501 m), bei Harras und Goßmannsrod, Landkreis Hildburghausen
- Roter Hag (496 m), Herbartswind, Landkreis Hildburghausen
  - Haderberg (485 m), Steudach, Landkreis Hildburghausen
  - Berghügel (483 m), bei Steudach, Landkreis Hildburghausen
- Steingrübel (493 m), Crock, Landkreis Hildburghausen
- Schaumburg (492 m), Schalkau, Landkreis Sonneberg
- Kirchberg (488 m), Brünn, Landkreis Hildburghausen
  - Brünner Berg (486,5 m), Brünn, Landkreis Hildburghausen
- Birkenbühl (483 m), nahe Sachsendorf, Landkreis Hildburghausen
- Müß (461 m), Selsendorf, Landkreis Sonneberg

###### Obermainisches Jura-Trias-Hügelland
- Wirtemberg (464 m), Buch, Landkreis Sonneberg
  - Eichberg (425 m), bei Neuhaus-Schierschnitz, Landkreis Sonneberg
- Hofleite (432 m), Gessendorf, Landkreis Sonneberg
- Marker Höhe (426 m), Mark, Landkreis Sonneberg
  - Schottenberg (407 m), bei Neuhaus-Schierschnitz, Landkreis Sonneberg
- Burgleß (378 m), Lindenberg, Landkreis Sonneberg

##### Frankenwald (Nordabdachung)
- Wetzstein (792,7 m), Lehesten, (R), Landkreis Saalfeld-Rudolstadt
  - Mühlberg (699 m), nahe Brennersgrün, Landkreis Saalfeld-Rudolstadt
- Fichteberg (773 m), Brennersgrün, (R), Landkreis Saalfeld-Rudolstadt
- Kießlich (733 m), südöstlich Lehesten, (R), Landkreis Saalfeld-Rudolstadt
- Glashügel (729 m), Grumbach, (R), Saale-Orla-Kreis
  - Großer Brand (682 m), Rosenbaumbachtal, Saale-Orla-Kreis
- Finkenberg (726 m), nahe Rodacherbrunn, (R), Saale-Orla-Kreis
- Mittelberg (710 m), Rodacherbrunn, Saale-Orla-Kreis
- Kulmberg (727 m), nahe Schlegel, (R), Saale-Orla-Kreis
  - Herrenbühl (667 m), Mulschwitztal, Saale-Orla-Kreis
  - Krähenhügel (656 m), bei Schlegel, (R), Saale-Orla-Kreis
  - Taubenhügel (628 m), Seibis, Saale-Orla-Kreis
- Sauhügel (695 m), Langwassergrund bei Hornsgrün, Saale-Orla-Kreis
- Grauer Berg (692 m), Langwassergrund bei Neundorf, Saale-Orla-Kreis
- Kirchhügel (688 m), bei Rodacherbrunn, (R), Saale-Orla-Kreis
- Vogelberg (680 m), Langwassergrund bei Hasslerberg, Saale-Orla-Kreis
- Heinrichshöhe (671 m), Rodachtal, Saale-Orla-Kreis
  - Kohlhaue (639 m), Rodachtal bei Titschendorf, Saale-Orla-Kreis
- Hansenhieb (695,5 m), Rodachtal, Saale-Orla-Kreis
  - Klößberg (669 m), Hirschloch, Saale-Orla-Kreis
  - Die Fals (659 m), Rodachtal nahe Titschendorf, Saale-Orla-Kreis
- Mittelberg (631,5 m), Langwassergrund, Saale-Orla-Kreis
- Wiesbühl (624 m), Kießling, (R), Saale-Orla-Kreis
  - Matsbühl (601 m), nördlich vom Wiesbühl, Saale-Orla-Kreis
  - Gänsebühl (565,5 m), Blankenstein, Saale-Orla-Kreis
  - Bärenwinkel (558 m), bei Blankenstein, Saale-Orla-Kreis
  - Siegelleite (525 m), Sieglitzgrund, Saale-Orla-Kreis
  - Lauschebühl (520 m), Saaletalsperre bei Harra, Saale-Orla-Kreis

#### Ostthüringer Schiefergebirge

##### Sormitz-Saale-Hochfläche (Östliche Frankenwald-Querzone)
- Sieglitzberg (733 m) (R), südlich von Neundorf, Saale-Orla-Kreis
  - Lichtenbrunner Berg (589 m), Lichtenbrunn, Saale-Orla-Kreis
  - Marksberg (568 m), Lemnitztal, Saale-Orla-Kreis
- Koselstein (712 m), Langwassergrund nahe Helmsgrün, Saale-Orla-Kreis
  - Häslich (692 m), Langwassergrund, Saale-Orla-Kreis
  - Lerchenhügel (687 m), Heinersdorf, Saale-Orla-Kreis
  - Söllhügel (686 m), Speicher Herrenteich Neundorf, Saale-Orla-Kreis
  - Kuppel (678 m), Neundorf, Saale-Orla-Kreis
  - Köseler Berg (646 m), Neundorf, Saale-Orla-Kreis
  - Heidekoppe (617 m), Hasslersberg, Saale-Orla-Kreis
  - Hakenberg (588 m), Bad Lobenstein, Saale-Orla-Kreis
- Roßbühl (647 m), Thimmendorf, Gahma, Gleima, Saale-Orla-Kreis
  - Katzenberg (645 m), Friesauer Grund, Saale-Orla-Kreis
  - Espig (633 m), nahe Thimmendorf, Saale-Orla-Kreis
  - Herzehügel (629 m), bei Eliasbrunn, Saale-Orla-Kreis
  - Geiershügel (609 m), Ruppersdorf, Saale-Orla-Kreis
  - Galgenhügel (609 m), Gahma, Saale-Orla-Kreis
  - Großer Silberberg (582 m), Sormitztal bei Zschachenmühle, Saale-Orla-Kreis
  - Kleiner Silberberg (575 m), Sormitztal bei Rauschengesees, Saale-Orla-Kreis
  - Steinbühl (638 m), Lutzbachtal bei Oberlemnitz, Saale-Orla-Kreis
  - Lärchenhügel (601 m), Sormitztal bei Thierbach, Saale-Orla-Kreis
- Galgenhügel (614 m), Burglemnitz, Saale-Orla-Kreis
  - Kleiner Mittelberg (559 m), Wilschnitztal nördlich von Burglemnitz, Saale-Orla-Kreis/Landkreis Saalfeld-Rudolstadt
- Mühlberg (598 m), Altengesees, Saale-Orla-Kreis
- Friesauer Hügel (590 m), bei Remptendorf, Saale-Orla-Kreis
  - Steinbühl (542 m), Remptendorf, Saale-Orla-Kreis
  - Saalburger Hügel (522 m), Remptendorf, Saale-Orla-Kreis
- Großer Mittelberg (590 m), Sormitztal bei Grünau, Landkreis Saalfeld-Rudolstadt
  - Mittelberg (595 m), Sormitztal nahe Rauschengesees, Saale-Orla-Kreis
- Angerhügel (579 m), Weisbach, Saale-Orla-Kreis
  - Lerchenhügel (575 m), Melisbachtal, Saale-Orla-Kreis
  - Bühl (555 m), Lothratal, Saale-Orla-Kreis
  - Kappelberg (555 m), Neuenbeuthen, Saale-Orla-Kreis
- Lothrahügel (579 m), Lothra, Landkreis Saalfeld-Rudolstadt
- Buchenhügel (578 m), Herschdorf, Landkreis Saalfeld-Rudolstadt
  - Fauler Berg (553 m), Herschdorfer Tal, Landkreis Saalfeld-Rudolstadt
- Kühler Morgen (576 m), nahe Oberlemnitz, Saale-Orla-Kreis
  - Henneberg (559 m), bei Schönbrunn, Saale-Orla-Kreis
- Dorfberg (574 m), Lothra, Landkreis Saalfeld-Rudolstadt
- Mönchsberg (573 m), Sormitztal bei Herschdorf, Landkreis Saalfeld-Rudolstadt
- Bühl (572 m), Lothramühle, Landkreis Saalfeld-Rudolstadt
  - Brandhügel (562 m), Lothrabachtal, Landkreis Saalfeld-Rudolstadt
- Quitschen (566,5 m), bei Munschwitz, Landkreis Saalfeld-Rudolstadt
  - Vogelherd (565,5 m), bei Talsperre Eichicht, Landkreis Saalfeld-Rudolstadt
  - Ziegenrück (565 m), bei Steinsdorf, Landkreis Saalfeld-Rudolstadt
  - Schliefert (561 m), Sormitztal bei Hockeroda, Landkreis Saalfeld-Rudolstadt
  - Jakobshügel (558 m), Steinsdorf, Landkreis Saalfeld-Rudolstadt
  - Tannberg (557 m), Ilmtal bei Leutenberg, Landkreis Saalfeld-Rudolstadt
  - Steinberg (556 m), Kleingeschwenda, Landkreis Saalfeld-Rudolstadt
  - Amalienhöhe (554 m), Speicherbecken Eichicht, Landkreis Saalfeld-Rudolstadt
  - Biel (550,5 m), bei Munschwitz, Landkreis Saalfeld-Rudolstadt
  - Langerodberg (548,5 m), Sormitztal bei Löhma, Landkreis Saalfeld-Rudolstadt
  - Klingkuppe (519 m), Lothrabachtal nahe Talsperre Hohenwarte, Landkreis Saalfeld-Rudolstadt
  - Spitze Telle (516 m), nördlich vom Quitschen, Landkreis Saalfeld-Rudolstadt
  - Löhmberg (501 m), Sormitztal bei Leutenberg, Landkreis Saalfeld-Rudolstadt
  - Kuttenberg (489 m), Talspreer Hohenwarte, Landkreis Saalfeld-Rudolstadt
- Hohe Schleife (559 m), Herschdorfer Tal nahe Leutenberg, Landkreis Saalfeld-Rudolstadt
  - Kirchberg (508 m), Leutenberg, Landkreis Saalfeld-Rudolstadt
- Steinbühl (529 m), Reitzengeschwenda, Landkreis Saalfeld-Rudolstadt
  - Schleifenberg (510 m), am Stausee Hohenwarte, Landkreis Saalfeld-Rudolstadt
  - Zauchenberg (483 m), Lothrabach bei Stausee Hohenwarte, Landkreis Saalfeld-Rudolstadt
- Bühl (557 m), Liebengrün, Saale-Orla-Kreis
  - Krähenhügel (543 m), Liebengrün, Saale-Orla-Kreis
  - Steinbühl (525 m), Liebschütz, Saale-Orla-Kreis
  - Kirchberg (518 m), Liebschütz, Saale-Orla-Kreis
  - Kuhberg (516 m), bei Remptendorf, Saale-Orla-Kreis
  - Krammetshügel (496 m), bei Talsperre Bleiloch nahe Isabellengrün, Saale-Orla-Kreis
  - Zschachenmühlberg (487 m), Ottermühle, Saale-Orla-Kreis
  - Gottesrödel (486 m), Saaletal nahe Ziegenrück, Saale-Orla-Kreis
  - Hemmkoppe (452,5 m), Saaletal bei Ziegenrück, Saale-Orla-Kreis
- Geiersberg (551 m), Bad Lobenstein, Saale-Orla-Kreis
  - Tännig (531 m), Lemnitztal, Saale-Orla-Kreis
- Pfaffenhügel (550 m), nahe Röppisch, Saale-Orla-Kreis
  - Galgenleite (550 m), nahe Speicher Zoppoten, Saale-Orla-Kreis
  - Heinrichstein (546 m), Friesautal bei Talsperre Bleiloch, Saale-Orla-Kreis
  - Hartmannsberg (541 m), Friesautal bei Ebersdorf, Saale-Orla-Kreis
  - Körnersbühl (497 m), Talsperre Bleiloch östlich von Ebersdorf, Saale-Orla-Kreis
- Gallenberg (547 m), Bad Lobenstein, Saale-Orla-Kreis
- Kapfenberg (542 m), Friesautal südlich von Schönbrunn, Saale-Orla-Kreis
- Muckenberg (531 m), Friesautal nahe Talsperre Bleiloch bei Saaldorf, Saale-Orla-Kreis
- Totenfelsbühl (480 m), Talsperre Bleiloch südöstlich von Zoppoten, Saale-Orla-Kreis
  - Totenfels (416 m), Talsperre Bleiloch, Saale-Orla-Kreis

##### Mittelvogtländisches Kuppenland(Saale-Wisenta)
- Rosenbühl (653,3 m), nahe Gefell, Saale-Orla-Kreis
  - Rosenbohl (644 m), Ehrlichbachtal, Saale-Orla-Kreis
  - Ebersberg (602 m), Willersdorf, Saale-Orla-Kreis
- Haideberg (637 m), Ehrlichbachtal bei Haidefeld, Saale-Orla-Kreis
  - Diebstein (618 m), Ehrlichbachtal nahe Gefell, Saale-Orla-Kreis
  - Mühlberg (580 m), Gefell-Dobrareuth, Saale-Orla-Kreis
  - Wart (569 m), Venzka, Saale-Orla-Kreis
  - Bergacker (557 m), Hirschberg, Saale-Orla-Kreis
- Brandberg (635 m), Göttengrün, Saale-Orla-Kreis
- Neue Reuth (628 m), Tannbachstal bei Gebersreuth, Saale-Orla-Kreis
  - Mühlberg (621 m), Tannbachstal bei Straßenreuth, Saale-Orla-Kreis
- Grubenberg (620,5 m), nahe Tanna, Saale-Orla-Kreis
  - Wahrtholz (600 m), Schilbach, Saale-Orla-Kreis
  - Bühl (590 m), Seubtendorf, Saale-Orla-Kreis
- Stelzenbaum (610 m), Stelzen, Saale-Orla-Kreis
  - Hainbühl (593,5 m), nahe Reuth (Vogtlandkreis, Sachsen), Saale-Orla-Kreis
  - Schönbühl (592 m), Wisentatal bei Stelzen, Saale-Orla-Kreis
- Blauer Berg (609 m), Gefell, Saale-Orla-Kreis
  - Oberes Steinlein (588 m), Ehrlichbachtal, Saale-Orla-Kreis
  - Wildenstein (540 m), Ehrlichbachtal bei Teichhaus, Saale-Orla-Kreis
- Krähenberg (599 m), Lehestenbachtal nahe Blintendorf, Saale-Orla-Kreis
  - Steinbühl (575 m), Ullersreuth, Saale-Orla-Kreis
  - Lehestenwand (501,5 m), Lehestenbachtal-Finstere Leite, Saale-Orla-Kreis
- Wernitzhübel (520 m), Langenbuch, Saale-Orla-Kreis
  - Grieshübel (519 m), nahe Thierbach (Sachsen), Saale-Orla-Kreis

##### Saale-Weiße Elster-Oberland(Bergaer Sattel)
- Hoher Bühl (606 m), Langgrün, Saale-Orla-Kreis
  - Haucherbühl (601 m), nahe Frössen, Saale-Orla-Kreis
  - Höhe (597 m), Fortunagrund nahe Langgrün, Saale-Orla-Kreis
  - Steinbühl (596 m), Blintendorf, Saale-Orla-Kreis
  - Wachhübel (594 m), nahe Seubtendorf, Saale-Orla-Kreis
  - Wache (585 m), Langgrüner Grund bei Langgrün, Saale-Orla-Kreis
  - Rittersbühl (580 m), Künsdorf, Saale-Orla-Kreis
  - Bühl (579,5 m), Hohenpreis, Saale-Orla-Kreis
  - Borlesbühl (578 m), Hetschenbachtal bei Blintendorf, Saale-Orla-Kreis
  - Die Höhe (570,5 m), Hetschenbachtal nahe Göttengrün, Saale-Orla-Kreis
  - Geiersleite (550 m), Langgrüner Grund, Saale-Orla-Kreis
  - Schärf (527 m), Langgrüner Grund nahe Talsperre Bleiloch, Saale-Orla-Kreis
- Steinbühl (606 m), Schilbach, Saale-Orla-Kreis
  - Kirchberg (598 m), Tanna, Saale-Orla-Kreis
  - Bühl (575 m), Schilbach, Saale-Orla-Kreis
  - Krähenbühl (567 m), am Espichteich, Saale-Orla-Kreis
  - Seilersbühl (545 m), Triebigsbachtal nahe Schilbach, Saale-Orla-Kreis
- Höhe (604 m), Frankendorf, Saale-Orla-Kreis
- Vogelherd (597 m), nahe Birkenhügel, Saale-Orla-Kreis
  - Galgenbühl (573 m), bei Pottiga, Saale-Orla-Kreis
  - Lerchenhügel (570 m), Birkenhügel, Saale-Orla-Kreis
  - Mühlbühl (544 m), Blankenberg, Saale-Orla-Kreis
- Hirschraufe (596 m), östlich von Gräfenwarth, Saale-Orla-Kreis
  - Kiefergarten (564 m), südwestlich der Hirschraufe, Saale-Orla-Kreis
  - Lichthübel (538 m), Wetteratal nahe Gräfenwarth, Saale-Orla-Kreis
  - Lippoldshügel (512 m), Wetteratal nahe Raila, Saale-Orla-Kreis
- Bühl (586 m), Rothenacker, Saale-Orla-Kreis
- Tannenhügel (585,5 m), westlich von Frössen, Saale-Orla-Kreis
  - Kohlung (566,5 m), Stausee Bleiloch nahe Mühlberg, Saale-Orla-Kreis
  - Jungernzeche (551 m), Saubachtal bei Birkenhügel, Saale-Orla-Kreis
  - Sauberg (528 m), Saubachtal bei Mühlberg, Saale-Orla-Kreis
- Kulmberg (577 m), Saalburg-Kloster, Saale-Orla-Kreis
  - Bühl (562 m), östlich vom Kulmberg, Saale-Orla-Kreis
  - Kulm (543 m), Saalburg, Saale-Orla-Kreis
  - Birkert (541 m), Trebigsbachtal nahe Stausee Bleiloch, Saale-Orla-Kreis
  - Honigberg (520 m), Wetteratal nahe Raila, Saale-Orla-Kreis
  - Hatzenberg (501,5 m), Stausee Bleiloch nahe Saalburg, Saale-Orla-Kreis
- Der Berg (557,5 m), Langenbach, Saale-Orla-Kreis
- Sachsbühl (568,5 m), Birkenhügel, Saale-Orla-Kreis
  - Sparnberg (527 m), Saaletal, Saale-Orla-Kreis
- Hohe Reuthen (564 m), Mielesdorf, Saale-Orla-Kreis
- Heinrichsschlag (563 m), südlich von Oberböhmsdorf, Saale-Orla-Kreis
- Ochsenstollen (561 m), Stausee Bleiloch nördlich von Harra, Saale-Orla-Kreis
- Schillerau (553 m), Stausee Bleiloch nördlich von Saaldorf, Saale-Orla-Kreis
  - Marienstein (527 m), Stausee Bleiloch nahe Saaldorf, Saale-Orla-Kreis
  - Silberknie (472 m), Stausee Bleiloch südwestlich von Schillerau, Saale-Orla-Kreis
  - Hopfgarten (456 m), Stausee Bleiloch nordwestlich vom Marienstein, Saale-Orla-Kreis
  - Eselsberg (449 m), Stausee Bleiloch östlich von Zoppoten, Saale-Orla-Kreis
- Grauer Berg (551 m), Oberböhmsdorf bei Schleiz, Saale-Orla-Kreis
  - Wolfsgalgen (549 m), Oberoschitz-Heinrichsruh, Saale-Orla-Kreis
  - Großer Schweinsberg (540 m), Wisentatal bei Feldschlößchen, Saale-Orla-Kreis
  - Mark (535 m), Waldschlößchen, Saale-Orla-Kreis
  - Buchhübel (530 m), Oberböhmsdorf, Saale-Orla-Kreis
  - Kirschbühl (527 m), Kalte Schäferei, Saale-Orla-Kreis
  - Rittersbühl (510 m), Culmbachtal bei Oschitz, Saale-Orla-Kreis
  - Senghübel (501 m), Culmbachtal bei Spitzgrube, Saale-Orla-Kreis
- Königsberg (548 m), Wisentatal nahe Lössau, Saale-Orla-Kreis
- Hirschkopf (547 m), Hirschbachtal westlich von Schilbach, Saale-Orla-Kreis
- Brand (545 m), Brandgrund nahe Saaldorf, Saale-Orla-Kreis
- Langenbacher Hübel (542 m), Zeiteratal nahe Oberböhmsdorf, Saale-Orla-Kreis
  - Rehberg (521 m), Wisentatal nahe Talsperre Lössau, Saale-Orla-Kreis
  - Zeiterahübel (503 m), Wisentatal bei Walshäuser, Saale-Orla-Kreis
- Schillershübel (539 m), Talsperre Burgkhammer, Saale-Orla-Kreis
  - Weinberg (502 m), Talsperre Burgkhammer, Saale-Orla-Kreis
  - Schmiedekuppe (497,5 m), nahe Gräfenwarth, Saale-Orla-Kreis
- Probst (535 m), Kleina, Saale-Orla-Kreis
  - Hohe Tanne (518 m), Linda, Saale-Orla-Kreis
  - Kolmberg (499 m), Dreba, Saale-Orla-Kreis
- Springer (535 m), südöstlich von Ranis, Saale-Orla-Kreis
  - Fährholzhügel (522 m), Gössitz, Saale-Orla-Kreis
  - Brand (516 m), Schmordaer Grund nahe Schmorda, Saale-Orla-Kreis
  - Schellenberg (509 m), Stausee Hohenwarte bei Wilhelmsdorf, Saale-Orla-Kreis
  - Eichardtsberg (463 m), nahe Linkenmühle, Saale-Orla-Kreis
  - Roter Berg (459 m), Stausee Hohenwarte, Saale-Orla-Kreis
  - Ochsenberg (457 m), Schmordaer Grund, Saale-Orla-Kreis
  - Geiersberg (452 m), Stausee Hohenwarte nahe Wilhelmsdorf, Saale-Orla-Kreis
- Tannberg (522 m), Talsperre Eichicht bei Hohenwarte, Landkreis Saalfeld-Rudolstadt
  - Gössitzberg (514 m), Talsperre Eichicht, Landkreis Saalfeld-Rudolstadt
  - Zimmersberg (477 m), Talsperre Eichicht bei Kaulsdorf, Landkreis Saalfeld-Rudolstadt
- Ruhleite (519 m), Speicher Oberböhmsdorf, Saale-Orla-Kreis
  - Borkelshübel (485 m), Wisentatal bei Wüstendittersdorf, Saale-Orla-Kreis
- Plothenholz (518 m), westlich von Dittersdorf, Saale-Orla-Kreis
- Hohe Tanne (517 m), Linda, Saale-Orla-Kreis
  - Wolchenberg (506 m), nahe Leubsdorf, Saale-Orla-Kreis
  - Fiedelmann (501 m), nordöstlich Hohe Tanne nahe Schmieritz, Saale-Orla-Kreis
  - Ziegenberg (465 m), Untendorf, Saale-Orla-Kreis/Landkreis Greiz
- Kalte Fichte (517 m), nördlich von Lössau, Saale-Orla-Kreis
  - Ebertsbühl (517 m), Kirschkau, Saale-Orla-Kreis
  - Birkenhübel(511 m), Lössau, Saale-Orla-Kreis
  - Poppenberg (503 m), westlich der Kalten Fichte, Saale-Orla-Kreis
  - Erlich (497 m), Lössau, Saale-Orla-Kreis
  - Eckert (492 m), Schleizer Stadtwald westlich vom Erlich, Saale-Orla-Kreis
  - Holzberg (486 m), Wisentatal nahe Feldschlößchen, Saale-Orla-Kreis
- Künsdorfer Berg (514 m), Stausee Bleiloch südlich von Saalburg, Saale-Orla-Kreis
- Pfitzig (514 m), Culmbachtal südöstlich von Schleiz, Saale-Orla-Kreis
  - Culm (470 m), Culmbachtal bei Brandenstein, Saale-Orla-Kreis
- Steinbühl (512 m), Molmitzbachtal, Saale-Orla-Kreis
- Gartenhügel (506 m), Bucha, Landkreis Saalfeld-Rudolstadt
  - Gutzsche (458 m), Stausee Hohenwarte bei Saalthal, Saale-Orla-Kreis
- Lohmen (506 m), Wisentatal nahe Brandenstein, Saale-Orla-Kreis
- Hohe Warte (505,5 m), Oschitz, Saale-Orla-Kreis
- Töpfersberg (505 m), Drebagrund bei Knau, Saale-Orla-Kreis
- Geislaberg (500 m), Oettersdorf, Saale-Orla-Kreis
  - Eisengruben (486 m), Görkwitz, Saale-Orla-Kreis
  - Galgen (479 m), nördlich von Schleiz, Saale-Orla-Kreis
  - Erzleite (463 m), Wisentatal bei Schleiz, Saale-Orla-Kreis
  - Lerchenhügel (454 m), südlich von Görkwitz, Saale-Orla-Kreis
- Sälich (499 m), Plothenbachtal nördlich von Pahnstangen, Saale-Orla-Kreis
- Hölle (495 m), Plothenbachtal bei Volkmannsdorf, Saale-Orla-Kreis
  - Mühlberg (486 m), Plothenbachtal nahe Crispendorf, Saale-Orla-Kreis
  - Büttnersberg (478,5 m), Crispendorf, Saale-Orla-Kreis
  - Unterer Mühlberg (473 m), Plothenbachtal bei Eßbach, Saale-Orla-Kreis
  - Lerchenhügel (Ziegenrück) (443 m), Saaletal nahe Ziegenrück, Saale-Orla-Kreis
- Amtsberg (485 m), Drebagrund bei Tausa, Saale-Orla-Kreis
  - Borcher Höhe (477 m), Plothenbachtal bei Külmla, Saale-Orla-Kreis
  - Große Höhe (473 m), Schöndorf, Saale-Orla-Kreis
- Höhe (484 m), Tegau, Saale-Orla-Kreis
- Krähenhügel (481 m), Talsperre Burgkhammer bei Burgk, Saale-Orla-Kreis
  - Weinberg (466 m), Talsperre Walburg bei Burgk, Saale-Orla-Kreis
  - Köpple (398 m), Talsperre Walburg, Saale-Orla-Kreis
- Schöne Höhe (481 m), Zeulenroda, Landkreis Greiz
  - Mittelhöhe (471 m), Leitlitz, Landkreis Greiz
  - Mühlberg (421 m), Weidatal bei Weckersdorf, Landkreis Greiz
- Lasterberg (479 m), Talsperre Hohenwarte bei Paska, Saale-Orla-Kreis
  - Conrod (421 m), Talsperre Hohenwarte nahe Ziegenrück, Saale-Orla-Kreis
- Alte Schäferei (475 m), Talsperre Burgkhammer, Saale-Orla-Kreis
- Ochsenberg (474 m), Triebestal bei Pöllwitz, Landkreis Greiz
- Herbstkiefer (475 m), Crispendorf bei Talsperre Wisenta, Saale-Orla-Kreis
- Kiehnberg (469 m), Plothenbachtal bei Schöndorf, Saale-Orla-Kreis
- Leitenholz (466 m), nahe Dittersdorf, Saale-Orla-Kreis
- Gleitsch (462 m), Saaletal bei Obernitz, Landkreis Saalfeld-Rudolstadt
- Lerchenberg (462 m), Pöllwitz, Landkreis Greiz
- Vogelherd (459 m), Saaletal bei Dörflas, Saale-Orla-Kreis
- Grünberg (459 m), Waldbachtal bei Weckersdorf, Landkreis Greiz
- Teufelsberg (453 m), Talsperre Walsburg und Talsperre Wisenta, Saale-Orla-Kreis
- Wernburg (449 m), Saaletal bei Tauschwitz nahe Kamsdorf, Landkreis Saalfeld-Rudolstadt
- Lerchenberg (448 m), Auma, Landkreis Greiz
- Mühlberg (447 m), Möschlitz, Saale-Orla-Kreis
- Jägersberg (447 m), Vorsperre Zeulenroda/Riedelmühle nahe Pahren, Landkreis Greiz
- Keitenberg (438 m), Muntscha, Landkreis Greiz
- Hoschkau (434 m), Talsperre Triptis, Landkreis Greiz
- Pfarrberg (434 m), Leubatal bei Naitschau, Landkreis Greiz
- Mühlberg (431 m), Weidatal bei Weckersdorf, Landkreis Greiz
- Harth (419 m), Leubatal bei Langenwetzendorf, Landkreis Greiz
- Weidenberg (419 m), Talsperre Weida bei Triebes, Landkreis Greiz
  - Steinle (419 m), Triebestal bei Weißendorf, Landkreis Greiz
- Sandberg (414 m), Triebes, Landkreis Greiz
- Forstspitze (412 m), Aumatal bei Forstwolfersdorf, Landkreis Greiz
- Kreuzwiese (411 m), Schüplitz, Landkreis Greiz
- Pfefferleite (404 m), Triebestal bei Zeulenroda, Landkreis Greiz
- Weinberg (390 m), Triebestal bei Hohenleuben, Landkreis Greiz
- Lerchenberg (385 m), Speicher Wittchendorf, Landkreis Greiz
- Osterberg (384 m), Weidatal bei Hohenölsen, Landkreis Greiz
  - Galgenberg (376 m), Weiße Elster bei Clodra, Landkreis Greiz
  - Obere Bocka (327 m), Weidatal bei Teichwitz, Landkreis Greiz
- Kühnberg (383 m), Aumatal bei Rohna, Landkreis Greiz
- Röschnitzberg (366 m), Daßlitz-Nitschareuth, Landkreis Greiz
- Pöllnitzer Berg (361 m), Pöllnitzbachtal bei Rohna, Landkreis Greiz
- Lerchenberg (321 m), Weida-Wünschendorf, Landkreis Greiz
- Haardt (315 m), Liebsdorf, Landkreis Greiz

##### Mittelvogtländisches Kuppenland (Vogtländisches Oberland)
- Allrichberg (533,5 m), Bernsgrün, Landkreis Greiz
  - Schönbrunner Höhe (513 m), Schönbrunn, Landkreis Greiz
  - Wachhübel (505 m), Frotschau, Landkreis Greiz
- Kirchberg (461 m), Wellsdorf, Landkreis Greiz
  - Leitenberg (451 m), Pansdorf, Landkreis Greiz
  - Nußhübel (403 m), Hohndorf, Landkreis Greiz
  - Fichtelberg (395 m), Gablau, Landkreis Greiz
- Katzenstein (449 m), Schönbach, Landkreis Greiz
- Pöhl (431 m), Eubenberg, Landkreis Greiz
- Gosterberg (407 m), Speicher Tremnitz bei Moschwitz, Landkreis Greiz
- Amtsreuth (406 m), Weiße Elster nahe Gommla, Landkreis Greiz
- Großpöhl (401 m), Cossengrün, Landkreis Greiz

##### Mittelvogtländisches Kuppenland (Weiße Elster-Göltzsch)
- Katzenberg (475 m), Katzenberg bei Mohlsdorf, Landkreis Greiz
  - Dürrer Berg (470 m), Schönfeld (Greiz), Landkreis Greiz
- Brand (447 m), Weiße Elster nahe Greiz, Landkreis Greiz
  - Sauberg (443 m), Weiße Elster bei Greiz, Landkreis Greiz
- Waidmannsruhe (419,5 m), nahe Teichwolframsdorf/Grenze zu Sachsen, Landkreis Greiz
  - Kättleresberg (418 m), Talsperre Krebsbach nahe Teichwolframsdorf, Landkreis Greiz
- Obere Felder (410 m), Speicher Waltersdorf bei Kleinreinsdorf, Landkreis Greiz
- Hainberg (409 m), Göltzschtal bei Irchwitz, Landkreis Greiz
- Wachberg (393 m), Waltersdorf (Greiz), Landkreis Greiz
- Fuchsberg (375 m), Reudnitz, Landkreis Greiz

##### Weiße Elster-Ronneburger Horst
- Platte (377 m), Großkundorf, Landkreis Greiz
- Reuster Berg (377 m), Reust, Landkreis Greiz
- Schreier (373 m), Rückersdorf, Landkreis Greiz
  - Piehler (334 m), Linda, Landkreis Greiz
- Kuchenberg (366 m), bei Großfalka, Landkreis Greiz
  - Kellerberg (336 m), Weiße Elster bei Wünschendorf, Landkreis Greiz
- Schloßberg (355 m), Weiße Elster bei Berga, Landkreis Greiz
- Landberg (330 m), bei Großenstein, Landkreis Greiz
- Burgstadt (325 m), Weiße Elster bei Großdraxdorf, Landkreis Greiz
- Lerchenberg (324 m), Seelingstädt, Landkreis Greiz
- Eisenberge (323 m), Heukewalde, Landkreis Greiz
- Tälersberg (320 m), Beerwalde, Landkreis Greiz
- Hintere Mark (317 m), Raitzhain, Landkreis Greiz
- Auberg (312 m), Paitzdorf, Landkreis Greiz
- Wipsenberg (305 m), Lietzsch, kreisfreie Stadt Gera
- Kieferberg (300 m), Weiße Elster nahe Großfalka, Landkreis Greiz
- Steinberg (299 m), Leumnitz, kreisfreie Stadt Gera
  - Steinertsberg (292 m), Bieblach, kreisfreie Stadt Gera
- Erligsberg (298 m), Nauendorf, Landkreis Greiz
- Ronneburger Höhe (297 m), Gera, kreisfreie Stadt Gera
- Hayn (290 m), Liebschwitz, kreisfreie Stadt Gera
- Lasur (290 m), Gessenbachtal-Weiße Elster bei Zwötzen, kreisfreie Stadt Gera
- Kirchberg (287 m), Schwaara, Landkreis Greiz
  - Steinberg (270 m), Brahmetal bei Schwaara, Landkreis Greiz
- Zoitzberg (281 m), Weiße Elster bei Liebschwitz, kreisfreie Stadt Gera
- Butterberg (280 m), Posterstein, Landkreis Greiz
- Geiersberg (262,5 m), Bieblach, kreisfreie Stadt Gera
- Kirchberg (237 m), Brahmetal bei Dorna, kreisfreie Stadt Gera
- Mühlberg (229 m), Brahmetal bei Röpsen, kreisfreie Stadt Gera

### Unteres Eichsfeld(ohne Ohmgebirge)
→ Zu diesen und weiteren Bergen/Erhebungen (auch außerhalb Thüringens) siehe Abschnitt Berge und Erhebungen des Artikels Unteres Eichsfeld
Alle Berge/Erhebungen liegen im Landkreis Eichsfeld:
- Kessenberg (435,5 m), westlich von Leinefelde
- Zinkspitze (431,4 m), östlich von Hundeshagen
- Rohrberg (415,4 m), westlich von Rohrberg
- Zehnsberg (412,0 m), südlich von Hundeshagen
- Roter Berg (406,9 m), südlich von Berlingerode
- Rusteberg (397,4 m), nördlich von Marth (mit Burgruine Rusteberg)
- Rumsberg (384,4 m), südlich von Streitholz
- Sommerberg (379,0 m), nördlich von Breitenholz

### Wanfrieder Werrahöhen
→ Zu diesen und weiteren Bergen/Erhebungen (auch außerhalb Thüringens) siehe Abschnitt Berge und Erhebungen des Artikels Wanfrieder Werrahöhen
(orographische Zuordnung von Heldrabach (SE) bis Frieda (NW))
- Keudelskuppe (484,7 m), südöstlich von Döringsdorf im Landkreis Eichsfeld
- Auf der Delle (461 m), südwestlich von Katharinenberg (Bergrücken Karnberg), Unstrut-Hainich-Kreis an der Landesgrenze zu Hessen
- Hülfensberg (448,2 m), nordwestlich von Döringsdorf im Landkreis Eichsfeld

### Westerwald
Alle Berge/Erhebungen des auch Eichsfelder Westerwald genannten Höhenzugs liegen im Landkreis Eichsfeld:
- Amtklafter (Herrenberg; 504,0 m), südwestlich von Wachstedt
- Schimberg:
  - Gipfel (473,4 m), nordwestlich von Großbartloff
  - Martinfelder Schimberg (470,6 m), südöstlich von Martinfeld
  - Kuppe im Junkerholz (458,4 m), nordwestlich von Großbartloff
  - Südkuppe (457,1 m), zwischen Ershausen und Großbartloff
- Fuchslöcherkopf (465,0 m), westlich von Küllstedt
- Dörnerberg (454,4 m), nordnordwestlich von Großbartloff
- Klusberg (443,2 m), nordnordöstlich von Großbartloff
- Großer Heuberg (429,6 m), südöstlich von Ershausen
- Eichberg (425,3 m), südwestlich von Großbartloff

### Windleite
- Zimmerberg (374,4 m), Gemarkungen Bendeleben und Sondershausen, Kyffhäuserkreis
- Wildemann (367,3 m), Gemarkung Sondershausen, Kyffhäuserkreis
- Hammaer Steinberg (360,2 m), Gemarkungen Auleben und Hamma, Landkreis Nordhausen
- Schöne Leite (356,2 m), Gemarkung Bendeleben, Kyffhäuserkreis
- Hohe Berge (354,3 m), Gemarkung Bendeleben, Kyffhäuserkreis
- Paßberg (354,1 m), Gemarkungen Heringen und Sondershausen, Landkreis Nordhausen/Kyffhäuserkreis
- Winterkopf (351,5 m), Gemarkung Badra, Kyffhäuserkreis
- Wernsberge (343,1 m), Gemarkungen Auleben und Hamma, Landkreis Nordhausen
- Königslehde (340,8 m), Gemarkung Auleben, Landkreis Nordhausen
- Hundsberg (330,1 m), Gemarkung Bendeleben, Kyffhäuserkreis
- Ameisenkopf (326,0 m), Gemarkung Heringen, Landkreis Nordhausen
- Heidemaul (311,4 m), Gemarkung Auleben, Landkreis Nordhausen
- Eichenbiel (246,7 m), Gemarkung Auleben, Landkreis Nordhausen
- Steinberg (308,9 m), Gemarkungen Heringen und Uthleben, Landkreis Nordhausen
- Kutschersberg (284,8 m), Gemarkung Sondershausen, Kyffhäuserkreis
- Bendeleber Berg (277,8 m), Gemarkung Hachelbich, Kyffhäuserkreis
- Eichenberg (264,6 m), Gemarkung Heringen, Landkreis Nordhausen